# Biblioteka Narodowa (Buchreihe)

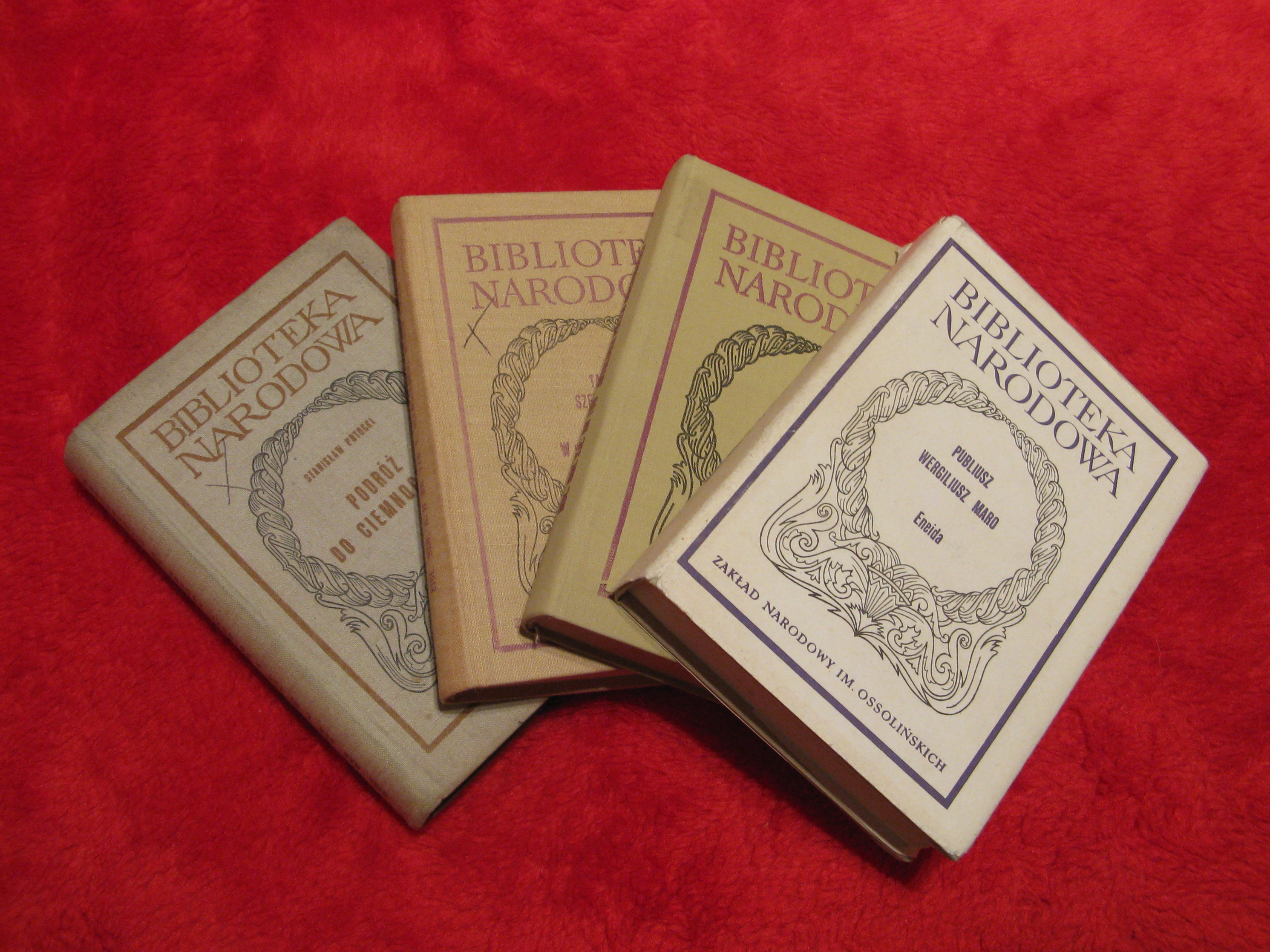
Vier Bücher aus der Biblioteka Narodowa-Reihe (der Band rechts im Schutzumschlag)

Die Biblioteka Narodowa (polnisch; Nationalbibliothek) ist eine polnische Buchreihe, die ursprünglich von Krakowską Spółkę Wydawniczą (in Kraków) veröffentlicht wurde, und ab 1933 von Zakład Narodowy im. Ossolińskich (d. h. dem Ossolineum in Lemberg/Lwów/Lwiw). Nach dem Krieg (ab 1947) erschien die Reihe wieder in Krakau, dann in Wrocław. Die Biblioteka Narodowa hat weit über 500 Titel herausgegeben. Die Reihe erscheint seit 1919 und ist eine der bekanntesten Buchreihen in Polen. Sie besteht aus zwei großen Unterreihen und einer kleineren dritten. Die 1. Reihe (seria I) enthält polnischsprachige Werke, die 2. Reihe (seria II) Werke fremdsprachiger Literatur in polnischer Übersetzung, die 3. (seria III) ist eine Jugendreihe. Das Konzept des Unternehmens entstand nach dem Ende des Ersten Weltkriegs und der Wiedererlangung der Unabhängigkeit Polens. Zum zehnjährigen Bestehen des Verlags der Biblioteka Narodowa wurde 1929 ein Almanach publiziert.
Viele der aufgeführten Nummern sind inzwischen gemeinfrei.

## Übersicht
Vorbemerkung: Bei der folgenden Übersicht nach  Wydawnictwo ossolineum – mit geringen Abweichungen vom Original – ging es in erster Linie um die Darstellung der in der Buchreihe vorhandenen Werke, nicht um eine wortgetreue Übersetzung der Titel aus dem Polnischen. Titel konkreter einzelner Werke o. ä. wurden kursiv gesetzt. Die Angaben erfolgen überwiegend nach der genannten Erstausgabe. Die folgende Übersicht erhebt keinen Anspruch auf Aktualität oder Vollständigkeit.

### Erste Reihe
- 1 Kochanowski Jan: Treny. Mit einer Einführung und einem Kommentar von Tadeusz Sinka. 1919
- 2 Słowacki Juliusz: Kordian. Część pierwsza trylogii: Spisek koronacyjny. Einführung und Erläuterungen von Józef Ujejski. 1919
- 3 Kochanowski Jan: Odprawa posłów greckich. Mit einer Einführung und einem Kommentar von Tadeusz Sinka. 1919
- 4 Niemcewicz Julian: Powrót posła. Komedia w trzech aktach oraz Wybór bajek politycznych z epoki Sejmu Wielkiego. Mit einer Einführung und Erläuterungen von Stanisław Kot. 1919
- 5 Lenartowicz Teofil: Wybór poezyj. [Ausgewählte Dichtungen] Mit einer Einführung und Erläuterungen von Michał Janik. 1920
- 6 Mickiewicz Adam: Poezje. [Tom 1.] Wiersze młodzieńcze – Ballady – Grażyna. [Jugendgedichte - Balladen - Grażyna] Auswahl, Einführung und Erläuterungen von Józef Kallenbach. 1920
- 7 Słowacki Juliusz: Anhelli. Mit einer Einführung und Erläuterungen von Józef Ujejski. 1919
- 8 Towiański Andrzej: Wybór pism i nauk. Vorbereitet von Stanisław Pigoń. 1920
- 9 Feliński Alojzy: Barbara Radziwiłłówna. Tragedia w pięciu aktach. Mit einer Einführung und Erläuterungen von Marian Szyjkowski. 1920
- 10 Brodziński Kazimierz: O klasyczności i romantyczności, tudzież o duchu poezji polskiej. Mit einer Einführung und Erläuterungen von Aleksander Łucki. 1920
- 11 Mickiewicz Adam: Dziady wileńskie. Mit einer Einführung und Erläuterungen von Józef Kallenbach. 1920
- 12 Żółkiewski Stanisław: Początek i progres wojny moskiewskiej. Mit einer Einführung und einem Kommentar von Wacław Sobieski. 1920
- 13 Słowacki Juliusz: Beniowski. Poema. Pięć pierwszych pieśni. Hrsg. von Juliusz Kleiner. 1921
- 15 Kopernik Mikołaj: Wybór pism w przekładzie polskim. Vorbereitet von Ludwik Antoni Birkenmajer. 1920
- 16 Słowacki Juliusz: Lilla Weneda. Tragedia w pięciu aktach. Michał Janik lieferte die Einführung und Erläuterungen. 1920
- 17 Mickiewicz Adam: Księgi narodu polskiego i pielgrzymstwa polskiego. Vorbereitet von Stanisław Pigoń. 1920
- 18 Krasiński Zygmunt: Przedświt. Opracował Juliusz Kleiner. 1922
- 19 Potocki Wacław: Wiersze. Objaśnił Aleksander Brückner. 1920
- 20 Mickiewicz Adam: Dziady, część trzecia. Opracował Józef Kallenbach. 1920
- 21 Pol Wincenty: Pieśń o ziemi naszej oraz liryki wybrane. Mit einer Einführung und Erläuterungen von Roman Zawiliński. 1920
- 22 Fredro Aleksander: Śluby panieńskie. Hrsg. von Eugeniusz Kucharski. 1920
- 23 Księżna Wirtemberska Maria Anna z Ks. Czartoryskich: Malwina czyli domyślność serca. Z wstępem i objaśnieniami Konstantego Wojciechowskiego. 1920
- 24 Krasiński Zygmunt: Nie-Boska komedia. Opracował Juliusz Kleiner. 1920
- 25 Korzeniowski Józef (polnisch): Spekulant. Z wstępem i objaśnieniami Konstantego Wojciechowskiego. 1921
- 26 Polska pieśń ludowa. Wybór. [Polnische Volkslieder. auswahl.] Opracował Jan Stanisław Bystroń. 1921
- 27 Mickiewicz Adam: Trybuna Ludów. Przekład, wstęp i komentarz Emila Haeckera. 1921
- 28 Korzeniowski Józef: Kollokacja. Opracował Konstanty Wojciechowski. 1921
- 29 Słowacki Juliusz: Ksiądz Marek. Poema dramatyczne w trzech aktach. Z wstępem i objaśnieniami Stanisława Turowskiego. 1921
- 30 Zaleski Bohdan: Wybór poezyj. Opracował Józef Tretiak. 1921
- 31 Długosz Jan: Bitwa grunwaldzka (z „Historii Polski”) [Tekst z XI księgi Dziejów Polski Jana Długosza, rok 1410]. Opracował Jan Dąbrowski. 1921
- 32 Fredro Aleksander: Zemsta. Komedia w czterech aktach, wierszem. Opracował Eugeniusz Kucharski. 1921
- 33 Pol Wincenty: Pieśni Janusza. Z wstępem i objaśnieniami Józefa Kallenbacha. 1921
- 34 Brodziński Kazimierz: Wybór poezyj. 1925
- 35 Konarski Stanisław: Wybór pism politycznych. [Główny tekst tomu: O skutecznym rad sposobie (s. 57–290)]. Z wstępem i objaśnieniami Władysława Konopczyńskiego. 1921
- 36 Fredro Aleksander: Pan Jowialski. Opracował Eugeniusz Kucharski. 1921
- 37 Ujejski Kornel: Wybór poezyj. [Wybór poezji, fragmenty Listów spod Lwowa, wybór przemówień]. Opracował Michał Janik. 1921
- 38 Bliziński Józef: Pan Damazy. Komedia konkursowa w czterech aktach. Opracował Zygmunt Tempka-Nowakowski. 1921
- 39 Romanowski Mieczysław: Dziewczę z Sącza oraz wybór liryków. Wstępem i objaśnieniami opatrzył Stanisław Lam. 1921
- 40 Rej Mikołaj: Pisma prozą i wierszem. Wybrał i objaśnił Aleksander Brückner. 1921
- 41 Krasicki Ignacy: Mikołaja Doświadczyńskiego przypadki. Z autografu wydał, wstępem i objaśnieniami zaopatrzył Bronisław Gubrynowicz.1921
- 42 Krasiński Zygmunt: Irydion. Z wstępem i objaśnieniami Tadeusza Sinki. 1921
- 43 Słowacki Juliusz. Mindowe, król litewski. Obraz historyczny w pięciu aktach. Z wstępem i objaśnieniami Wiktora Hahna. 1921
- 44 Goszczyński Seweryn: Zamek kaniowski. Powieść. Opracował Józef Tretiak.1921
- 45 Sowiński Leonard: Wybór poezyj. Opracował Władysław Bryda. 1922
- 46 Malczewski Antoni: Maria. Powieść ukraińska. Podług autografu wydał, wstępem i objaśnieniami zaopatrzył Józef Ujejski. 1922
- 47 Słowacki Juliusz: Powieści poetyckie. [Szanfary, Hugo, Mnich, Jan Bielecki, Arab, Żmija, Lambro, Godzina myśli]. Opracował Manfred Kridl. 1921
- 48 Sielanka polska XVII wieku. Szymon Simonides – Bartłomiej Zimorowic – Jan Gawiński [13 sielanek Sz. Simonidesa, 9 - B. Zimorowica, 3 – J. Gawińskiego]. Wybrał i objaśnił Aleksander Brückner. 1922
- 49 Słowacki Juliusz: Trzy poemata. [Ojciec zadżumionych, W Szwajcarii, Wacław]. Wydał i objaśnił Józef Maurer. 1922
- 50 Goszczyński Seweryn: Król zamczyska. Opracował Józef Tretiak.
- 51 Słowacki Juliusz: Balladyna. Tragedia w pięciu aktach. Opracował Juliusz Kleiner. 1922
- 52 Pol Wincenty: Mohort. Wstępem i objaśnieniami zaopatrzył Aleksander Łucki. 1922
- 53 Kraszewski Józef Ignacy: Stara baśń. Powieść z IX wieku. Wstępem i objaśnieniami zaopatrzył Konstanty Wojciechowski. 1922
- 54 Syrokomla Władysław (Ludwik Władysław Kondratowicz) Wybór poezyj. Opracował Franciszek Bielak. 1922
- 55 Kraszewski Józef Ignacy: Budnik. Obrazek. Z wstępem i objaśnieniami Wiktora Hahna. 1923
- 56 Mochnacki Maurycy: O literaturze polskiej w wieku dziewiętnastym. Opracował Henryk Życzyński. 1923
- 57 Słowacki Juliusz: Sen srebrny Salomei. Romans dramatyczny w pięciu aktach. Wstępem i objaśnieniami zaopatrzył Stanisław Turowski. 1923
- 58 Kraszewski Józef Ignacy: Powrót do gniazda. Powieść z podań XVI wieku. W opracowaniu Wiktora Hahna. 1923
- 59 Anonim tzw. Gall: Kronika polska. Przełożył [z jęz. łacińskiego] i opracował Roman Grodecki. 1923 [Wiersze religijno-umoralniające, obyczajowe, satyryczne, okolicznościowe, polemiczne, urywki poezji miłosnej. M.in . Rozmowa Mistrza ze Śmiercią, Skarga umierającego, Dusza z ciała wyleciała…, Wiersz Słoty o zachowaniu się przy stole, Satyra na leniwych chłopów, Pieśń o zamordowaniu Jędrzeja Tęczyńskiego, Pieśń o Wiklefie Jędrzeja Gałki z Dobczyna]. Zebrał i opracował Stefan Vrtel-Wierczyński 1923
- 60 Rzewuski Henryk: Listopad. Romans historyczny z drugiej połowy wieku XVIII. Wstępem i objaśnieniami zaopatrzył Konstanty Wojciechowski. 1923
- 62 Pasek Jan: Pamiętniki. Wstępem i objaśnieniami zaopatrzył Aleksander Brückner. 1924
- 63 Korzeniowski Józef: Karpaccy górale. Dramat w trzech aktach. Wstępem i objaśnieniami zaopatrzył Wiktor Hahn. 1923
- 64 Norwid Cyprian: Wybór poezyj. Opracował Stanisław Cywiński. 1924
- 65 Średniowieczna pieśń religijna polska. [Pieśni religijne należące do najwcześniejszych dochowanych do naszych czasów zapisanych tekstów polskich. Wyd. 2, chronologicznie poszerzone do połowy XVI w., zawiera 107 tekstów – pieśni pasyjne, wielkanocne, maryjne, o świętych, kolędy i in.] Wydał Aleksander Brückner 1923
- 66 Mickiewicz Adam: Poezje. Tom 2 (Wiersze z lat 1825–1855) (Pieśni – Sonety – Poezje patriotyczne, religijne i filozoficzne – Wiersze okolicznościowe – Bajki). Wstęp i układ Józefa Kallenbacha, objaśnieniami zaopatrzył Jan Bystrzycki. 1924
- 67 Asnyk Adam: Wybór poezyj. Wstępem i objaśnieniami zaopatrzył Eugeniusz Kucharski. 1924
- 68 Polska proza średniowieczna. [Polnische mittelalterliche Prosa] [Na okładce wyd. 1 tytuł: Średniowieczna proza polska]. [Obydwa wydania zdominowane są przez najciekawszy polski apokryf – tzw. Rozmyślanie przemyskie, czyli Żywot Najświętszej Rodziny (184 strony w wyd. 2). Ponadto m.in. wybór z Kazań gnieźnieńskich i świętokrzyskich, Psałterza floriańskiego i puławskiego, Biblii królowej Zofii; modlitwy, teksty sądowe, listy miłosne]. Wybrał i objaśnił Aleksander Brückner 1923
- 69 Anczyc Władysław Ludwik: Kościuszko pod Racławicami i poezje patriotyczne. Opracował Jan Stanisław Bystroń. 1924
- 70 Skarga Piotr: Kazania sejmowe. Opracował Stanisław Kot.
- 71 Kraszewski Józef Ignacy: Dziecię Starego Miasta. Obrazek narysowany z natury. Ze wstępem i objaśnieniami Wiktora Hahna.1924
- 72 Mickiewicz Adam: Konrad Wallenrod. Opracował Józef Ujejski. 1924
- 73 Zimorowic Szymon: Roksolanki. Opracował Aleksander Brückner. 1924
- 74 Mickiewicz Adam: Grażyna. Powieść litewska. Z wstępem Józefa Tretiaka i objaśnieniami Henryka Życzyńskiego.
- 75 Potocki Wacław: Wojna chocimska. Z autografu wydał i opracował Aleksander Brückner. 1924
- 76 Słowacki Juliusz. Mazepa. Tragedia w pięciu aktach. Wstępem i objaśnieniami zaopatrzył Bronisław Gubrynowicz 1924
- 77 Towarzystwo Filomatów: [Statuty, protokoły posiedzeń, listy, mowy, artykuły, dokumenty sądowe]. Wybór tekstów, wstęp i objaśnienia Aleksandra Łuckiego. 1924
- 78 Anczyc Władysław Ludwik: Obrazki dramatyczne ludowe. Chłopi arystokraci – Łobzowianie – Błażek opętany. Opracował Jan Stanisław Bystroń. 1924
- 79 Mickiewicz Adam: Pisma estetyczno-krytyczne. Opracował Henryk Życzyński. 1924
- 80 Trembecki Stanisław: Sofiówka i wybór poezji. Opracował Władysław Jankowski. 1925
- 81 Kraszewski Józef Ignacy: Historia o Janaszu Korczaku i o pięknej miecznikównie. Powieść z czasów Jana Sobieskiego. Wstępem i objaśnieniami zaopatrzył Wiktor Hahn. 1924
- 82 Sonet polski. Wybór tekstów. [57 autorów, również mniej znanych, od Jana Kochanowskiego do początków XX w. Najliczniej reprezentowani: Jan Kasprowicz (26 sonetów), Leopold Staff (20), Kazimierz Tetmajer (12), Jan Nepomucen Kamiński (12), Franciszek Nowicki (11)]. Wstępem i objaśnieniami zaopatrzył Władysław Folkierski. 1925.
- 83 Mickiewicz Adam: Pan Tadeusz czyli Ostatni zajazd na Litwie. Historia szlachecka z roku 1811 i 1812 we dwunastu księgach wierszem. Opracował Stanisław Pigoń. 1925
- 84 Kaczkowski Zygmunt: Murdelio. Powieść. Opracował Zygmunt Szweykowski. 1925
- 85 Wasilewski Edmund: Poezje. Wstępem i objaśnieniami zaopatrzył Emil Haecker. 1925
- 86 Kraszewski Józef Ignacy: Morituri. Powieść. Wstępem o życiu i twórczości J.I. Kraszewskiego poprzedził Wiktor Hahn. 1925
- 87 Twardowski Samuel: Nadobna Paskwalina. Wstępem i objaśnieniami zaopatrzył Roman Pollak.
- 88 Kitowicz Jędrzej: Opis obyczajów i zwyczajów za panowania Augusta III. Wstępem i objaśnieniami zaopatrzył Michał Janik. 1925
- 89 Karpiński Franciszek: Wybór poezyj. Opracował Władysław Jankowski. 1926
- 90 Staszic Stanisław: Uwagi nad życiem Jana Zamoyskiego. Wydanie krytyczne przygotował i wstępem zaopatrzył Stefan Czarnowski. 1926
- 91 Kraszewski Józef Ignacy: Zygmuntowskie czasy. Powieść z roku 1572. Opracował Adam Bar. 1926
- 92 Kochowski Wespazjan: Psalmodia polska oraz wybór liryków i fraszek. Wydał i objaśnił Julian Krzyżanowski. 1926
- 93 Fredro Aleksander: Dożywocie. Komedia we trzech aktach wierszem. Opracował Stanisław Windakiewicz. 1927
- 94 Brodziński Kazimierz: Mowy i pisma patriotyczne oraz O powołaniu i obowiązkach młodzieży akademickiej. Opracował Ignacy Chrzanowski. 1926
- 95 Bałucki Michał: Grube ryby. Komedia w trzech aktach. Opracował Zygmunt Tempka-Nowakowski. 1926
- 96 Łoziński Walery: Zaklęty dwór. Powieść w dwóch częściach. Opracował Adam Bar. 1926
- 97 Fredro Aleksander: Cudzoziemszczyzna. Komedia we trzech aktach. Opracował Stanisław Windakiewicz. 1927
- 98 Staszic Stanisław: Przestrogi dla Polski. Wydanie krytyczne przygotował i opracował Stefan Czarnowski. 1926
- 99 Tańska Klementyna: Listy Elżbiety Rzeczyckiej oraz Nocleg w Kromołowie i Obiad czwartkowy. Opracowała Ida Kotowa. 1927
- 100 Kochanowski Jan: Pieśni i wybór innych wierszy. Opracował Tadeusz Sinko. 1927
- 101 Krasicki Ignacy: Pan Podstoli. Opracował Julian Krzyżanowski. 1927
- 102 Konfederacja barska. Wybór tekstów. [Akty urzędowe, uniwersały, manifesty, listy, pamiętniki i inne teksty źródłowe. Około dwie trzecie książki w chwili jej druku stanowiły inedita]. Wstępem i objaśnieniami zaopatrzył Władysław Konopczyński. 1928
- 103 Czajkowski Michał: Owruczanin. Powieść historyczna z 1812 roku. Opracował Zygmunt Szweykowski. 1927
- 104 Najdawniejsze zabytki języka polskiego. [Die ältesten Denkmäler der polnischen Sprache.] Opracował Witold Taszycki. 1927
- 105 Słowacki Juliusz: Fantazy czyli Nowa Dejanira. Opracował Stefan Kołaczkowski. 1927
- 106 Wybicki Józef: Życie moje oraz Wspomnienie o Andrzeju i Konstancji Zamoyskich. Z autografu wydał i objaśnił Adam M. Skałkowski. 1927
- 107 Krasiński Zygmunt: Psalmy przyszłości oraz Juliusza Słowackiego Odpowiedź na „Psalmy przyszłości”. Opracował Manfred Kridl. 1928
- 108 Poezja barska. [Zbiór anonimowych utworów wierszowanych (patriotycznych, religijnych, wojennych, satyrycznych, pieśni), bardzo popularnych w okresie konfederacji barskiej i jeszcze długo potem krążących w odpisach rękopiśmiennych]. Zebrał, wstępem i objaśnieniami zaopatrzył Kazimierz Kolbuszewski. 1928
- 109 Górnicki Łukasz: Dworzanin polski. Opracował Roman Pollak. 1928
- 110 Czasy saskie. Wybór źródeł. [Różnorodne źródła dotyczące obyczajowości i kultury. Rozdziały: Kościół i wiara, Obyczaje, Umysłowość, Cudzoziemcy w Polsce, Początki Oświecenia, Kierunek reformatorski]. Wstępem i objaśnieniami zaopatrzył Józef Feldman. 1928
- 111 Słowacki Juliusz: Maria Stuart. Drama historyczne w pięciu aktach. Opracował Józef Ujejski.1928
- 112 Rzewuski Henryk: Pamiątki Soplicy. Z autografu wydał i opracował Zygmunt Szweykowski. 1928
- 113 Brodziński Kazimierz: Wspomnienia mojej młodości i inne pisma autobiograficzne. Wstępem i objaśnieniami zaopatrzył Aleksander Łucki. 1928
- 114 Kraszewski Józef Ignacy: Brühl. Opowiadanie historyczne. Opracował i wstępem poprzedził Józef Feldman. 1928
- 115 Zabłocki Franciszek: Sarmatyzm. Komedia w pięciu aktach. Tekst ustalił, wstępem i objaśnieniami zaopatrzył Ludwik Bernacki. 1928
- 116 Rittner Tadeusz: W małym domku. Dramat w trzech aktach. Opracował Zbigniew Raszewski. 1954
- 117 Odyniec Antoni Edward: Listy z podróży (Wybór). Opracował Henryk Życzyński. 1937
- 118 Sęp Szarzyński Mikołaj: Rytmy oraz anonimowe pieśni i listy miłosne z XVI w. Opracował Tadeusz Sinko. 1928
- 119 Tańska Klementyna: Dziennik Franciszki Krasińskiej, w ostatnich latach panowania Augusta III pisany. Opracowała Ida Kotowa. 1929
- 120 Kasprowicz Jan: Wybór poezyj. Opracował Stefan Kołaczkowski.1929
- 121 Żmichowska Narcyza: Poganka. Opracował Tadeusz Żeleński (Boy). 1930
- 122 Kraszewski Józef Ignacy: Chata za wsią. Opracował Stanisław Turowski. 1934
- 123 Tetmajer Kazimierz: Wybór poezyj. Opracował Jan Lorentowicz. 1936
- 124 Górnicki Łukasz: Dzieje w Koronie Polskiej. Opracował Henryk Barycz
- 125 Młoda Polska. Wybór poezyj. [Das junge Polen. Auswahl der Poesie.] [44 poetów. Najliczniej reprezentowani: B. Leśmian (28 wierszy), L. Staff (28), K. Tetmajer (25), S. Wyspiański (18), T. Miciński (16), W. Orkan (13), J. Kasprowicz (13), A. Lange (12), W. Rolicz-Lieder (10), B. Ostrowska (8)]. Opracował Tadeusz Żeleński (Boy) 1939
- 126 Komisja Edukacji Narodowej (pisma Komisji i o Komisji). Wybór źródeł. [Nationales Bildungskomitee (Briefe der Kommission und über die Kommission). Quellenauswahl.] Zebrał i opracował Stanisław Tync. 1954
- 127 Rok 1848 w Polsce. Wybór źródeł. [1848 in Polen. Quellenauswahl.] [Akty urzędowe, publicystyka, listy, pamiętniki, poezja]. Wstępem i objaśnieniami zaopatrzył Stefan Kieniewicz
- 128 Kraszewski Józef Ignacy: Jermoła. Obrazki wiejskie. Wydał i wstępem poprzedził Julian Krzyżanowski. 1948
- 129 Kniaźnin Franciszek Dionizy: Wybór poezji. Opracował Wacław Borowy. 1948
- 130 Kuźnica Kołłątajowska: Wybór źródeł. [Publicystyka społeczno-polityczna. Teksty Hugona Kołłątaja (7), Franciszka Salezego Jezierskiego (6), Antoniego Trębickiego (2) i innych, liczne teksty anonimowe (11)]. Wybrał, wstępem i objaśnieniami opatrzył Bogusław Leśnodorski. 1949
- 131 Chopin Fryderyk: Wybór listów. Opracował Zdzisław Jachimecki. 1949
- 132 Rewolucja polska 1846 roku. Wybór źródeł. [Polnische Revolution von 1846. Quellenauswahl.] [Akty urzędowe władz powstańczych i zaborczych, poufne sprawozdania, publicystyka, listy, wspomnienia]. Opracował Stefan Kieniewicz. 1950
- 133 Lelewel Joachim: Wybór pism historycznych. [16 tekstów wybranych z twórczości historycznej Lelewela, dających obraz jej metod i tematów. Najobszerniejszy jest stustronicowy fragment z Uwag nad dziejami Polski i ludu jej]. Opracowała Helena Więckowska. 1950
- 134 Korczyński Adam: Fraszki. Z rękopisu po raz pierwszy wydał i opracował Roman Pollak. 1950
- 135 Niemcewicz Julian: Dwaj panowie Sieciechowie. Powieść. Wstępem i objaśnieniami zaopatrzył Jan Dihm. 1950
- 136 Śniadecki Jan: Żywot literacki Hugona Kołłątaja z opisaniem stanu Akademii Krakowskiej, w jakim się znajdowała przed rokiem 1780. [Literarisches Leben von Hugo Kołłątaj mit einer Beschreibung des Zustands der Krakauer Akademie vor 1780] Wstępem i objaśnieniami zaopatrzył Henryk Barycz. 1951
- 137 Klonowic Sebastian Fabian: Flis, to jest spuszczanie statków Wisłą i inszymi rzekami do niej przypadającymi. Opracował Stefan Hrabec. 1951
- 138 Rzeczpospolita Krakowska 1815–1846. Wybór źródeł. [Akty urzędowe, publicystyka, listy, pamiętniki, poezja – życie społeczno-gospodarcze i polityczne, obyczaje, oświata, kultura]. Wstępem i objaśnieniami zaopatrzyła Janina Bieniarzówna. 1951
- 139 Gostomski Anzelm: Gospodarstwo. Wstępem i objaśnieniami zaopatrzył Stefan Inglot. 1951
- 140 Kołłątaj Hugo: Wybór pism politycznych. Opracował Bogusław Leśnodorski. 1952
- 141 Najstarsza poezja polsko-łacińska (do połowy XVI wieku) [Die älteste polnisch-lateinische Dichtung (bis Mitte des 16. Jahrhunderts)]. [15 autorów, m.in.: Andrzej Krzycki, Jan Dantyszek, Klemens Janicki, Mikołaj Hussowski, Paweł z Krosna]. [14 tłumaczy] Opracował Marian Plezia. 1952
- 142 Smoleński Władysław: Szkoły historyczne w Polsce. Główne kierunki poglądów na przeszłość. Opracował Marian Henryk Serejski. 1952
- 143 Bliziński Józef: Rozbitki. Komedia w czterech aktach. Opracowała Janina Garbaczowska. 1953
- 144 Kołłątaj Hugo: Stan oświecenia w Polsce w ostatnich latach panowania Augusta III (1750–1764). Opracował Jan Hulewicz. 1953
- 145 Lubomirski Stanisław Herakliusz: Wybór pism. [Poezja s. 3–183 (Orfeusz, Eklezyjastes, Tobiasz wyzwolony), proza s. 184–278 (Rozmowy Artaksesa i Ewandra – wybór, De vanitate consiliorum – fragment, Instrukcyja synom moim)]. Opracował Roman Pollak 1953
- 146 Obrońcy języka polskiego. Wiek XV-XVIII. [Verteidiger der polnischen Sprache. 15.-18. Jahrhundert.] [57 tekstów staropolskich pisarzy i drukarzy występujących w obronie języka polskiego]. Opracował Witold Taszycki. 1953
- 147 Opaliński Krzysztof: Satyry. Opracował Lesław Eustachiewicz. 1953
- 148 Lam Jan: Głowy do pozłoty. Powieść. Opracował Stanisław Frybes. 1953
- 149 Biernat z Lublina: Wybór pism. Opracował Jerzy Ziomek. 1954
- 150 Niemcewicz J(ulian) U(rsyn): Jan z Tęczyna. Opracował Jan Dihm. 1954
- 151 Rej Mikołaj: Pisma wierszem (Wybór). Opracował Julian Krzyżanowski. 1954
- 152 Rej Mikołaj: Żywot człowieka poczciwego. Opracował Julian Krzyżanowski. 1956 ,
- 153 Bogusławski Wojciech: Henryk VI na łowach. Opracowała Zofia Wołoszyńska. 1964 ,
- 154 Potocki Stanisław Kostka: Podróż do Ciemnogrodu i „Świstek krytyczny” (wybór). Opracował Emil Kipa. 1955
- 156 Wybicki Józef: Listy patriotyczne [Patriotische Briefe]. Opracował Kazimierz Opałek. 1955
- 156 Korzeniowski Józef: Krewni. Opracował Stefan Kawyn. 1955
- 157 Wybór pism pedagogicznych Polski doby Odrodzenia. [Eine Auswahl polnischer pädagogischer Schriften der Renaissance.] [Na okładce tytuł: Pisma pedagogiczne polskiego Odrodzenia (wybór). 12 autorów, m.in.: Andrzej Frycz Modrzewski, Szymon Maricius z Pilzna, Jan Ostroróg, Mikołaj Rej, Erazm Gliczner, Sebastian Petrycy, Piotr Myszkowski], [Część tekstów (7) przełożyli z jęz. łacińskiego Antoni Danysz i Edwin Jędrkiewicz.] Opracował Józef Skoczek 1956
- 158 Dmochowski Franciszek Ksawery: Sztuka rymotwórcza. Opracował Stanisław Pietraszko. 1956
- 159 Śniadecki Jan: O Koperniku. [O Koperniku (s. 3-143), Pochwała Mikołaja Kopernika (s. 147–180), wybór korespondencji Jana Śniadeckiego (s. 181–222)]. Opracowała Mirosława Chamcówna. 1955
- 160 Rittner Tadeusz: Głupi Jakub. Komedia w trzech aktach – Wilki w nocy. Komedia w trzech aktach. Opracował Zbigniew Raszewski. 1956
- 161 Godebski Cyprian: Wybór wierszy. Opracował Zbigniew Kubikowski. 1956
- 162 Bogusławski Wojciech: Cud mniemany czyli Krakowiacy i Górale. Tekst według autoryzowanego odpisu z r. 1796 przygotował Mieczysław Rulikowski. Wstęp, przypisy i odmiany tekstu opracowali Stanisław Dąbrowski i Stefan Straus. 1956
- 163 Kochanowski Jan: Fraszki. Opracował Janusz Pelc. 1957
- 164 Niemirycz Krzysztof: Bajki Ezopowe. Opracował Stanisław Furmanik. 1957
- 165 Świętochowski Aleksander: Dusze nieśmiertelne. [Cykl dramatów: Ojciec Makary, Aureli Wiszar, Regina]. Opracował Samuel Sandler. 1957
- 166 Korzeniowski Józef: Opowiadania. Wybór. [Wtorek i piątek, Scena na balu, Pojedynek, Jedynaczka, Instynkt, Narożna kamienica, Przedmiot do powieści]. Opracował Stefan Kawyn. 1961
- 167 Polska epika ludowa. [Działy: Epika pieśni obrzędowych (39 tekstów), Pieśni historyczne (45), Pieśni balladowe (107), Epika późnego okresu (30)]. Opracował Stanisław Czernik. 1958
- 168 Narzymski Józef: Ojczym. Opracował Zbigniew Żabicki. 1958
- 169 Krasicki Ignacy: Satyry i listy. Opracował Zbigniew Goliński. 1958
- 170 Goszczyński Seweryn: Dziennik podróży do Tatrów. Opracował Stanisław Sierotwiński. 1958
- 171 Piramowicz Grzegorz: Powinności nauczyciela oraz wybór mów i listów. Opracowała i wstępem opatrzyła Kamilla Mrozowska. 1958
- 172 Opaliński Łukasz: Wybór pism. [Rozmowa plebana z ziemianinem, Obrona Polski, Coś nowego, Poeta nowy]. Opracował Stanisław Grzeszczuk. 1959
- 173 Lam Jan: Pan komisarz wojenny – Koroniarz w Galicji. Opracował Stanisław Frybes. 1960
- 174 Kochanowski Jan: Psałterz Dawidów. Opracował Jerzy Ziomek. 1960
- 175 Wybór mów staropolskich. [26 mów. Wśród 24 autorów m.in.: Jan z Ludziska, Jan Ostroróg, Andrzej Frycz Modrzewski, Stanisław Orzechowski, Jan Kochanowski, Stanisław Hozjusz, Piotr Skarga, Jan Zamoyski, Maciej K. Sarbiewski, Fabian Birkowski, Jan Ch. Pasek]. Wybrał i opracował Bronisław Nadolski. 1961
- 176 Zabłocki Franciszek: Fircyk w zalotach. Tekst ustaliła, wstępem i objaśnieniami opatrzyła Janina Pawłowiczowa. 1961
- 177 Ballada polska. [Polnische Balladen] [Ballady 120 poetów z okresu od końca wieku XVIII do lat międzywojennych XX wieku. Najobszerniej przedstawiona ballada romantyczna (401 stron), następnie z okresu poromantycznego (188 s.), lat międzywojennych (128 s.) i oświecenia (90 s.)]. Opracował Czesław Zgorzelski przy współudziale Ireneusza Opackiego. 1962
- 178 „Wiadomości Brukowe”. Wybór artykułów. Wybrał i opracował Zdzisław Skwarczyński. 1962
- 179 Naruszewicz Adam Stanisław: Satyry. Opracował Stanisław Grzeszczuk. 1962
- 180 Pol Wincenty: Wybór poezji. Wyboru dokonała i wstępem poprzedziła Maria Janion, przypisy opracowała Maria Grabowska. 1963
- 181 Staff Leopold: Wybór poezji. Wyboru dokonał i wstępem poprzedził Mieczysław Jastrun, przypisy opracowała Maria Bojarska. 1963
- 182 Szymonowic Szymon: Sielanki i pozostałe wiersze polskie. Opracował Janusz Pelc. 1964
- 183 Walka romantyków z klasykami. [Kampf der Romantiker mit Klassikern] [Wypowiedzi 35 autorów ukazujące walkę na różnych etapach jej rozwoju: od dyskusji krytyczno-estetycznej po zażarty spór polityczny. Głównie publicystyka, a także poezja, satyra, wspomnienia. Najobszerniej prezentowani: M. Mochnacki, K. Brodziński, A. Mickiewicz. Wśród innych: W. Chłędowski, F. S. Dmochowski, K. i A. E. Koźmianowie, L. Kropiński, F. Morawski, A. E. Odyniec, Jan Śniadecki, S. Witwicki]. Wstęp napisał, wypisy źródłowe ułożył i opracował Stefan Kawyn. 1963
- 184 Tuwim Julian: Wiersze wybrane. Opracował Michał Głowiński. 1964
- 185 Świętochowski Aleksander: Nowele i opowiadania. Wybór. [Damian Capenko, Chawa Rubin, Karl Krug, Klemens Boruta, Na pogrzebie, Ona, Oddechy, Woły, Sam w sobie, Klub szachistów, Strachy Pentelikonu, Dwaj filozofowie, Asbe, Bartłomiejka, Złodzieje, Pustelnik]. Opracował Samuel Sandler. 1965
- 186 Antologia literatury sowiźrzalskiej XVI i XVII wieku. [Komedie, fraszki i utwory prozaiczne w większości anonimowych lub występujących pod pseudonimami autorów tzw. literatury plebejskiej. M.in. znane komedie Wyprawa plebańska, Albertus z wojny, Komedia rybałtowska nowa, obszerny dział fraszek Jana z Kijan, pisma Jana Dzwonowskiego, Peregrynacja Maćkowa i Peregrynacja dziadowska Januariusa Sovizraliusa]. Opracował Stanisław Grzeszczuk. 1966
- 187 Zapolska Gabriela: Moralność pani Dulskiej. Opracował Tomasz Weiss. 1966
- 188 Orkan Władysław: W Roztokach. Opracował Stanisław Pigoń. 1965
- 189 Gałczyński Konstanty Ildefons: Wybór poezji. Opracowała Marta Wyka. 1969
- 190 Przybyszewski Stanisław: Wybór pism. [Prace krytyczne (Z psychologii jednostki twórczej – Chopin i Nietzsche, Confiteor, O “nową” sztukę, Z gleby kujawskiej (o J. Kasprowiczu), O dramacie i scenie, Powrotna fala – naokoło ekspresjonizmu), poematy prozą (Requiem aeternam, Z cyklu Wigilii – Na tym padole płaczu), fragment powieści Homo sapiens (cz. III. W Malstromie, rozdz. IV), dramat Złote runo, fragment Moich współczesnych)]. Opracował Roman Taborski. 1966
- 191 Brodziński Kazimierz: Wybór pism. [Poezje (s. 3–206), proza krytyczna i literacka (s. 209–482, w tym O klasyczności i romantyczności, s. 209–339)]. Opracowała Alina Witkowska. 1966
- 192 Cyganeria Warszawska. [Utwory głównie z lat 1840-43 (s. 3–241): poezja – Roman Zmorski, Włodzimierz Wolski, Seweryn G. Filleborn, Aleksander Niewiarowski; fragmenty prozy – Józef B. Dziekoński, Seweryn Z. Sierpiński. Sądy, wspomnienia, anegdoty o Cyganerii (s. 254–319)]. Wstęp napisał, wypisy ułożył i opracował Stefan Kawyn. 1967
- 193 Wyspiański Stanisław: Warszawianka – Lelewel – Noc listopadowa. [Na okładce tytuł: Dramaty o powstaniu listopadowym]. Opracował Jan Nowakowski. 1967
- 194 Pawlikowska-Jasnorzewska Maria: Wybór poezji. Opracował Jerzy Kwiatkowski. 1967
- 195 „Zabawy Przyjemne i Pożyteczne” (1770–1777). [Angenehme und nützliche Spiele, 1770–1777] Wybór. Opracował i wstępem poprzedził Julian Platt. 1968
- 196 Kisielewski Jan August: Dramaty. [W sieci – dylogia (I. W sieci, II. Ostatnie spotkanie), Karykatury]. Opracował Roman Taborski. 1969
- 197 Krasicki Ignacy: Monachomachia i Antymonachomachia. Wstęp i opracowanie Zbigniew Goliński. 1969
- 198 Wyspiański Stanisław: Bolesław Śmiały – Skałka. Opracował Jan Nowakowski. 1969
- 199 Czechowicz Józef: Wybór poezji. Opracował Tadeusz Kłak. 1970
- 200
- 201 Historyja o chwalebnym Zmartwychwstaniu Pańskim. Opracował Jan Okoń. 1971
- 202 Faleński Felicjan: Wybór utworów. [Poezja (s. 3–327), proza (Z daleka i z bliska, s. 331-411; Pogadanka o „Fraszkach” Jana Kochanowskiego, s. 412-502; listy, s. 503-565)]. Opracowała Maria Grzędzielska. 1971
- 203 Żeromski Stefan: Wybór opowiadań. [Pod pierzyną, Ananke, Siłaczka, Zapomnienie, „Cokolwiek się zdarzy – niech uderza we mnie”, Do swego Boga, Zmierzch, Oko za oko, Doktor Piotr, Mogiła, „Rozdziobią nas kruki, wrony…”, O żołnierzu tułaczu, „Tabu”, Echa leśne, Pavoncello]. Opracował Artur Hutnikiewicz 1971
- 204 Nałkowska Zofia: Granica. Opracował Włodzimierz Wójcik. 1971
- 205 Poezja powstania listopadowego. [Poesie des Novemberaufstands] [31 poetów; najliczniej reprezentowani: Stefan Garczyński (10 Utworów), Wincenty Pol (9), Franciszek Kowalski (9), Konstanty Gaszyński (8), Maurycy Gosławski (8), Rajnold Suchodolski (8), Kazimierz Brodziński (6), Seweryn Goszczyński (6)]. Wybrał i opracował Andrzej Zieliński. 1971
- 206 Polski romans sentymentalny. Ludwik Kropiński: Julia i Adolf – Feliks Bernatowicz: Nierozsądne śluby. Opracowała Alina Witkowska. 1971
- 207 Kraszewski Józef Ignacy: Pamiętniki. Opracował Wincenty Danek. 1972
- 208 Dąbrowska Maria: Opowiadania. [Opowiadania ze zbiorów: Uśmiech dzieciństwa (12 opowiadań), Ludzie stamtąd (8), Znaki życia (5), Gwiazda zaranna (9), inne (6)]. Opracował Włodzimierz Maciąg.1972
- 209 Borkowski Aleksander (Leszek) Dunin: Parafiańszczyzna. Wstępem poprzedził i opracował Kazimierz Pecold. 1972
- 210 Orzechowski Stanisław: Wybór pism. [Quincunx, Dyjalog albo rozmowa około egzekucyjej Polskiej Korony, Żywot i śmierć Jana Tarnowskiego, Chimera czyli o haniebnym kacerstwie w Królestwie Polskim, Kroniki polskie od zgonu Zygmunta I, dwie mowy (w tym słynna mowa żałobna na pogrzebie Zygmunta Starego), trzy listy]. Opracował Jerzy Starnawski. 1972
- 211 Jasieński Bruno: Utwory poetyckie, manifesty, szkice. Opracował Edward Balcerzan. 1972
- 212 Programy i dyskusje literackie okresu Młodej Polski. [Teksty publicystyczne 43 autorów. Najwięcej miejsca zajmują wypowiedzi Stanisława Brzozowskiego (109 stron). Następni w kolejności: Z. Przesmycki (58), S. Przybyszewski (46), I. Matuszewski (44), A. Górski (37), K. Irzykowski (28), W. Nałkowski (27)]. Opracowała Maria Podraza-Kwiatkowska 1973
- 213 Berent Wacław: Ozimina. Opracował Michał Głowiński. 1974
- 214 Zabłocki Franciszek: Król w kraju rozkoszy. Tekst ustaliła, wstępem i objaśnieniami opatrzyła Janina Pawłowiczowa. 1973
- 215 Morsztyn Zbigniew: Wybór wierszy. Opracował Janusz Pelc. 1975
- 216 Żeromski Stefan: Syzyfowe prace. Opracował Artur Hutnikiewicz. 1973
- 217 Leśmian Bolesław: Poezje wybrane. Opracował Jacek Trznadel. 1974
- 218 Wyspiański Stanisław: Wesele. Opracował Jan Nowakowski. 1973
- 219 Zapolska Gabriela: Żabusia – Ich czworo. Opracował Tomasz Weiss. 1974
- 220 Krasicki Ignacy: Bajki. Opracował Zbigniew Goliński. 1975
- 221 Witkiewicz Stanisław Ignacy: Wybór dramatów. [Nowe Wyzwolenie, W małym dworku, Mątwa, Janulka córka Fizdejki, Matka, Szewcy]. Wyboru dokonał i wstępem poprzedził Jan Błoński, tekst i przypisy opracował Marian Kwaśny. 1974
- 222 Irzykowski Karol: Wybór pism krytycznoliterackich. Opracował Wojciech Głowala. 1975
- 223 Kaden-Bandrowski Juliusz: Generał Barcz. Opracował Michał Sprusiński. 1975
- 224 Uniłowski Zbigniew: Wspólny pokój i inne utwory. [Wspólny pokój oraz: Dzień rekruta, Moja Warszawa, Gdynia na co dzień, Żyto w dżungli (fragmenty), Dwadzieścia lat życia (fragmenty)]. Opracował Bolesław Faron. 1976
- 225 Wyspiański Stanisław: Hamlet. Opracowala Maria Prussak. 1976
- 226 „Monitor” 1765–1785. Wybór. Opracowała i wstępem poprzedziła Elżbieta Aleksandrowska. 1976
- 227 Twardowski Samuel: Dafnis drzewem bobkowym. Opracował Jan Okoń. 1976
- 228 Brzozowski Stanisław: Sam wśród ludzi. Opracowała Marta Wyka. 1979
- 229 Frycz Modrzewski Andrzej: Wybór pism. [Mowy (s. 3-89), O poprawie Rzeczypospolitej (wybór, s. 91-217), traktaty teologiczne (s. 219-250)]. Opracował Waldemar Voisé. 1977
- 230 Antologia polskiego futuryzmu i Nowej Sztuki. [Artykuły programowe i manifesty s. 3–74, poezje s. 75–316 (poeci: Jerzy Jankowski, Tytus Czyżewski, Bruno Jasieński, Stanisław Młodożeniec, Anatol Stern, Aleksander Wat)]. Wstęp i komentarz opracował Zbigniew Jarosińskim, wybór i przygotowanie tekstów Helena Zaworska. 1978
- 231 Sienkiewicz Henryk: Wybór nowel i opowiadań. [Nikt nie jest prorokiem między swymi, Stary sługa, Szkice węglem, Jamioł, Janko Muzykant, Z pamiętnika poznańskiego nauczyciela, Za chlebem, Niewola tatarska, Latarnik, Bartek Zwycięzca, Wspomnienie z Maripozy, Sachem, Legenda żeglarska, Organista z Ponikły, Dwie łąki, Diokles. Tylko w wyd. 1: Lux in tenebris lucet, U źródła]. Opracował Tadeusz Bujnicki. 1979
- 232 Żeromski Stefan: Wierna rzeka. Klechda domowa. Opracował Zdzisław Jerzy Adamczyk. 1978
- 233 Antologia poezji dziecięcej. [Anthologie der Kinderpoesie] Wybrał i opracował Jerzy Cieślikowski, komentarz uzupełniły i teksty przejrzały Gabriela Frydrychowicz i Przemysława Matuszewska. 1980
- 234 Berent Wacław: Próchno. Opracował Jerzy Paszek. 1979
- 235 Peiper Tadeusz: Pisma wybrane. [pisma krytyczne s. 3-266 (Nowe usta, większość artykułów z tomu Tędy, artykuły późniejsze), poezja s. 267-378 (cała twórczość poetycka z wyjątkiem poematu Zemsta, dwóch pierwszych rozdziałów poematu Na przykład i wierszy z okresu II wojny światowej)]. Opracował Stanisław Jaworski. 1979
- 236 Bałucki Michał: Grube ryby – Dom otwarty. Opracował Tomasz Weiss. 1981
- 237 Perzyński Włodzimierz: Wybór komedii. Lekkomyślna siostra – Aszantka – Szczęście Frania. Opracował Lesław Eustachiewicz. 1980
- 238 Żeromski Stefan: Dzienniki (Wybór). Opracował Jerzy Kądziela. 1980
- 239 Antologia bajki polskiej. [Anthologie polnischer Märchen] [Teksty bajek 132 autorów z różnych okresów – od Biernata z Lublina i M. Reja po J. Brzechwę, J. Sztaudyngera i L.J. Kerna. Ponadto dział Bajka w świadomości teoretycznej (s. 3-69, 20 autorów)]. Wybrał i opracował Wacław Woźnowski. 1982
- 240 Irzykowski Karol: Pałuba. Sny Marii Dunin. Opracowała Aleksandra Budrecka. 1981
- 241 Nowaczyński Adolf: Wielki Fryderyk. Powieść dramatyczna. Opracował Artur Hutnikiewicz. 1982
- 242 Żeromski Stefan: Przedwiośnie. Opracował Zdzisław Jerzy Adamczyk. 1982
- 243 Antologia polskiej poezji rewolucyjnej 1918–1939. [Anthologie der polnischen Revolutionsdichtung 1918–1939] [44 poetów]. Opracował Marian Stępień. 1983
- 244 Krasicki Ignacy: Myszeidos Pieśni X. Opracował Julian Maślanka. 1982
- 245 Słowacki Juliusz: Krąg pism mistycznych. Opracowała Alina Kowalczykowa. 1982
- 246 Żeleński Boy Tadeusz: Znaszli ten kraj?… (Cyganeria krakowska) oraz inne wspomnienia o Krakowie. Wstęp i wybór tekstów Tomasz Weiss, przypisy i objaśnienia osób Roman Hennel. 1984
- 247 Rydel Lucjan: Wybór dramatów. [Z dobrego serca, Zaczarowane koło, Betlejem polskie]. Opracował Lesław Tatarowski. 1983
- 248 Wyspiański Stanisław: Achilleis – Powrót Odysa. Opracował Jan Nowakowski. 1984
- 249 Programy i dyskusje literackie okresu pozytywizmu. [Literaturprogramme und Diskussionen in der Zeit des Positivismus] [Teksty publicystyczne 26 autorów. Najwięcej miejsca zajmują wypowiedzi Bolesława Prusa (113 stron). Następni w kolejności: H. Sienkiewicz (76), E. Orzeszkowa (58), P. Chmielowski (41), C. Jellenta (35), A. Sygietyński (28), W. Spasowicz (26), T. Jeske-Choinski (24), A. Świętochowski (19), S. Tarnowski (18), S. Witkiewicz (17), J. Ochorowicz (14)]. Opracowała Janina Kulczycka-Saloni. 1985
- 250 Wyspiański Stanisław: Akropolis. Opracowała Ewa Miodońska-Brookes. 1985
- 251 Prus Bolesław: Placówka. Powieść. Opracował Tadeusz Żabski. 1987
- 252 Krasicki Ignacy: Wybór liryków. Opracował Sante Graciotti. 1985
- 253 Poezja polska okresu międzywojennego. Antologia. Część I i II. [Antologia reprezentatywnie przedstawia różnorodne nurty poetyckie. Zawiera wiersze 62 poetów; najliczniej prezentowani (powyżej 20 utworów): Józef Czechowicz, Kazimiera Iłłakowiczówna, Bolesław Leśmian, Maria Pawlikowska-Jasnorzewska, Julian Przyboś, Leopold Staff, Julian Tuwim]. [Dwa woluminy.] Wybór i wstęp Michał Głowiński i Janusz Sławiński, przypisy opracował Janusz Stradecki. 1987 ,
- 254 Żeromski Stefan: Ludzie bezdomni. Opracowała Irena Maciejewska. 1987
- 255 Żeleński Boy Tadeusz: Słówka. Wstęp i wybór tekstów Tomasz Weiss, przypisy Ewa Miodońska-Brookes. 1988
- 256 Lechoń Jan: Poezje. Opracował Roman Loth. 1990
- 257 Morsztyn (Morstin) Jan Andrzej: Wybór poezji. Opracował Wiktor Weintraub. 1988
- 258 Brzozowski Stanisław: Eseje i studia o literaturze. Tom 1 i 2 [Prócz 16 pomniejszych prac krytycznych publikacja zawiera: w t. 1 - Kultura i życie (wybór), Współczesna powieść polska, Współczesna krytyka literacka w Polsce; w t. 2 – Legenda Młodej Polski (większość tekstu, bez rozdziałów poświęconych głównie problemom pozaliterackim), Głosy wśród nocy (wybór)]. [Dwa woluminy] wybór, wstęp i oprac. Henryk Markiewicz.1990
- 259 Helikon sarmacki. Wątki i tematy polskiej poezji barokowej. [Wiersze 67 poetów]. Wybór tekstów, wstęp i komentarze Andrzej Vincenz, opracowanie tekstów i bibliografii Marian Malicki, ilustracje wybrał Juliusz A. Chrościcki (15 il.). 1989
- 260 Polska tragedia neoklasycystyczna. [Ludwik Kropiński Ludgarda, Franciszek Wężyk Gliński, Alojzy Feliński Barbara Radziwiłłówna, Antoni Hoffmann Bolesław Śmiały]. Wybór i opracowanie Dobrochna Ratajczak. 1989
- 261 Idee programowe romantyków polskich. Antologia. [Twórcy romantyczni wobec świata – wypowiedzi 32 autorów dotyczące filozofii, literatury, sztuki, obyczajów; głównie eseistyka, a także poezja, fragmenty dramatów, listy. Najobszerniej zaprezentowano teksty M. Mochnackiego (60 s.) i A. Mickiewicza (49 s.); ponadto m.in.: K. Brodziński, E. Chojecki, E. Dembowski, M. Grabowski, Z. Krasiński, J.I. Kraszewski, D. Magnuszewski, C. Norwid, J. Słowacki, A. Towiański]. Opracowała Alina Kowalczykowa. 1991
- 262 Prus Bolesław: Lalka. Tom 1 i 2. 1998
- 263 Szaniawski Jerzy: Wybór dramatów. [Ptak, Żeglarz, Adwokat i róże, Most, Dwa teatry]. Opracował Artur Hutnikiewicz. 1988
- 264 Schulz Bruno: Opowiadania – Wybór esejów i listów [Cykle opowiadań: Sklepy cynamonowe (15 tekstów), Sanatorium pod klepsydrą (13), utwory rozproszone (4); wybór z pism krytycznych (w wyd. 2 s. 383-445); wybór listów i fragmentów (s. 447-493)]. Opracował Jerzy Jarzębski. 1989
- 265 Baczyński Krzysztof Kamil: Wybór poezji. Opracował Jerzy Święch. 1989
- 266 Przyboś Julian: Sytuacje liryczne. Wybór poezji. Wstęp napisał Edward Balcerzan, wyboru dokonali Edward Balcerzan i Anna Legeżyńska, komentarze opracowała Anna Legeżyńska. 1989
- 267 Wyspiański Stanisław: Legion. Opracował Jan Nowakowski. 1989
- 268 Tatry i górale w literaturze polskiej. Antologia. [Poezja i proza, 121 autorów]. Opracował Jacek Kolbuszewski. 1992
- 269 Staropolskie pastorałki dramatyczne. Antologia. [18 utworów staropolskich (w większości anonimowych) z XVI-XVIII w.]. Opracował Jan Okoń. 1989
- 270 Sienkiewicz Henryk: Krzyżacy. Tom 1-2 i 3-4. [Dwa woluminy] Opracował Tadeusz Bujnicki. 1990
- 271 Norwid Cyprian: Vade-mecum. Opracował Józef Fert. 1990
- 272 Starowolski Szymon: Wybór z pism [Wszechstronny wybór utworów (lub ich fragmentów) z pism naukowych, politycznych, moralizatorsko-oratorskich. M.in. biografistyka (Setnik pisarzy polskich, Wojownicy sarmaccy, Żywoty biskupów krakowskich), Polska abo opisanie Królestwa Polskiego, Dyskurs o monecie, Dwór cesarza tureckiego…, Prawy rycerz, Robak sumnienia złego, Prywat Polską kieruje, Reformacyja obyczajów polskich]. Przekład tekstów łacińskich, wybór i opracowanie: Ignacy Lewandowski. 1991
- 273 Czyżewski Tytus: Poezje i próby dramatyczne. [M.in. Pastorałki, s. 176–201]. Opracowała Alicja Baluch. 1992
- 274 Norwid Cyprian: Pierścień Wielkiej-Damy czyli Ex-Machina-Durejko. Opracował Sławomir Świątek. 1990
- 275 Wierzyński Kazimierz: Wybór poezji. Wybór, opracowanie tekstu, wstęp: Krzysztof Dybciak, komentarze: Katarzyna Dybciak i Krzysztof Dybciak. 1991
- 276 Borowski Tadeusz: Utwory wybrane. [Wybór poezji (w wyd. 2 s. 3–64) i prozy (37 opowiadań, s. 67–486)]. Opracował Andrzej Werner. 1991
- 277 Mistrz Wincenty (tzw. Kadłubek): Kronika polska. Przełożyła [z jęz. łacińskiego] i opracowała Brygida Kürbis., Indeks sporządziła Danuta Zydorek. 1992
- 278 Wittlin Józef: Sól ziemi. Opracowała Ewa Wiegandt. 1991
- 279 Reymont Władysław Stanisław: Chłopi. Tom 1 [1. Jesień, 2. Zima] i tom 2 [3. Wiosna, 4. Lato]. [Dwa woluminy] opracował Franciszek Ziejka. 1991
- 280 Berent Wacław: Żywe kamienie. Opracowała Magdalena Popiel. 1992
- 281 Rostworowski Karol Hubert: Wybór dramatów. [Judasz z Kariothu, Kajus Cezar Kaligula, Niespodzianka]. Opracował Jacek Popiel. 1992
- 282 Krasiński Zygmunt: Listy. Wybór. Opracował Zbigniew Sudolski. 1997
- 283 Gajcy Tadeusz: Wybór poezji – Misterium niedzielne. Opracował Stanisław Bereś. 1992
- 284 Idylla polska. Antologia. [Utwory 105 poetów, od Mikołaja Reja po dzień dzisiejszy]. Wybór tekstów Alina Witkowska, przy współudziale Izabeli Jarosińskiej. Wstęp Alina Witkowska. Komentarze Izabela Jarosińska. 1995
- 285 Prus Bolesław: Kroniki. Wybór. Opracował Józef Bachórz. 1994
- 286 Reymont Władysław Stanisław: Ziemia obiecana. Powieść. Tom 1-2. [Dwa tomy w jednym woluminie] opracowała Magdalena Popiel. 1996
- 287 Zimorowic Józef Bartłomiej: Sielanki nowe ruskie. Opracowała Ludwika Szczerbicka-Ślęk. 1999
- 288 Andrzejewski Jerzy: Trzy opowieści. [Ciemności kryją ziemię, Bramy raju, Idzie skacząc po górach]. Opracował Włodzimierz Maciąg. 1998
- 289 Żeromski Stefan: Popioły. Tom 1 i 2. [Dwa woluminy] opracowanie tekstu Jerzy Paszek. Wstęp i bibliografia Irena Maciejewska. Komentarze Aleksander Achmatowicz. 1996
- 290 Tetmajer Kazimierz: Na Skalnym Podhalu. Wybór. Opracował Jacek Kolbuszewski. 1998
- 291 Prus Bolesław: Opowiadania i nowele. Wybór. [Z notatek hreczkosieja, Pod szychtami, Sieroca dola, Szkatułka babki, Powracająca fala, Antek, Michałko, Katarynka, Kamizelka, On, Grzechy dzieciństwa, Pleśń świata, Cienie, Z legend dawnego Egiptu, Sen]. Opracował Tadeusz Żabski. 1996
- 292 Orzeszkowa Eliza: Nad Niemnem. Tom 1 i 2-3. [Dwa woluminy.] Opracował Józef Bachórz. 1996
- 293 Korespondencja filomatów. Wybór. Opracował Zbigniew Sudolski. 2000
- 294 Piłsudski Józef: Pisma wybrane. Wybór i opracowanie Włodzimierz Suleja, wstęp Włodzimierz Suleja i Krzysztof Polechoński. 1999
- 295 Hłasko Marek: Pierwszy krok w chmurach – Następny do raju. [Następny do raju oraz wszystkie opowiadania ze zbioru Pierwszy krok w chmurach]. Opracowała Joanna Pyszny. 1999
- 296 Grochowiak Stanisław: Wybór poezji. Opracował Jacek Łukasiewicz. 2000
- 297 Mochnacki Maurycy: Rozprawy literackie. Opracował Mirosław Strzyżewski. 2000
- 298 Sienkiewicz Henryk: Quo vadis. Opracował Tadeusz Żabski. 2002
- 299 Woronicz Jan Paweł: Pisma wybrane. Opracowanie Małgorzata Nesteruk, Zofia Rejman. 2002
- 300 Wat Aleksander: Wybór wierszy. Opracował Adam Dziadek. 2008
- 301 Sienkiewicz Henryk: Bez dogmatu. Opracował Tadeusz Bujnicki. 2002
- 302 Nałkowska Zofia: Romans Teresy Hennert. Opracowała Ewa Wiegandt. 2001
- 303 Iwaszkiewicz Jarosław: Opowiadania wybrane. [Panny z Wilka, Brzezina, Młyn nad Utratą, Bitwa na równinie Sedgemoor, Matka Joanna od Aniołów, Ikar, Borsuk, Tatarak, Zarudzie]. Opracował Andrzej Zawada. 2001
- 304 Parnicki Teodor: Tylko Beatrycze. Wstęp Ryszard Koziołek, opracowanie tekstu i komentarze Ireneusz Gielata. 2001
- 305 Andrzejewski Jerzy: Miazga. Opracowała Anna Synoradzka-Demadre. 2002
- 306 Tischner Józef: O człowieku. Wybór pism filozoficznych. Wybrał i opracował Aleksander Bobko. 2003
- 307 Rodziewiczówna Maria: Dewajtis. Opracowała Anna Martuszewska. 2005
- 308 Rej Mikołaj: Wybór pism. Opracowała Anna Kochan. 2006
- 309 Zegadłowicz Emil: Zmory. Opracował Mirosław Wójcik. 2006
- 310 Średniowieczna poezja łacińska w Polsce. [Mittelalterliche lateinische Poesie in Polen] Opracował Maciej Włodarski. 2007
- 311 Brzozowski Stanisław: Pamiętnik. Wstęp Marta Wyka, opracowanie i komentarze Maciej Urbanowski. 2007
- 312 Sosnkowski Kazimierz: Wybór pism. Wstęp Jerzy Kirszak, Krzysztof Polechoński. Wybór i opracowanie Jerzy Kirszak. 2009
- 313 Rudnicki Adolf: Opowiadania wybrane. Opracował Józef Wróbel. 2009
- 314 Słowacki Juliusz: Horsztyński. Tragedia w pięciu aktach. Opracował Jarosław Ławski 2009
- 316 Oda w poezji polskiej. Antologia. Wybór i opracowanie Teresa Kostkiewiczowa. 2009
- 317 Mickiewicz Adam: Dziady kowieńsko-wileńskie (część II, IV, I). Opracował Janusz Skuczyński 2012
- 318 Mickiewicz Adam: Dziady drezdeńskie (cześć III). Opracował Janusz Skuczyński. 2012
- 319 Słowacki Juliusz: Wiersze. Wstęp i opracowanie Jacek Brzozowski, Zbigniew Przychodniak. 2013
- 320 Miłosz Czesław: Poezje wybrane. Wybór i opracowanie Zdzisław Łapiński. 2013
- 321 Karpowicz Tymoteusz: Utwory poetyckie (wybór). Wstęp i opracowanie Bartosz Małczyński. 2014
- 322 Broniewski Władysław: Wybór wierszy. Wstęp i opracowanie Tadeusz Bujnicki. 2014
- 323 Witkiewicz Stanisław Ignacy: Pożegnanie jesieni. Wstęp i opracowanie Włodzimierz Bolecki. 2014
- 324 Szczepański Jan Józef: Polska jesień. Wstęp i opracowanie Stefan Zabierowski. 2015

### Zweite Reihe
- 1 Sofokles: Antygona. Übersetzt und bearbeitet von Kazimierz Morawski. 1920
- 2 Molier: Mizantrop. Komedia w pięciu aktach. Przełożył i opracował Tadeusz Żeleński (Boy). 1920
- 3 Plutarch z Cheronei: Żywoty sławnych mężów. [Poszczególne wydania znacznie się różnią doborem opisanych przez Plutarcha postaci historycznych]. W zrewidowanym przekładzie F[ilipa] N[ereusza] Golańskiego, z dodatkiem trzech żywotów w przeróbce Ignacego Krasickiego, z wstępem i uwagami Tadeusza Sinki. 1921
- 4 Tasso Torkwato: Gofred abo Jeruzalem wyzwolona. Przekładania Piotra Kochanowskiego, na podstawie pierwodruku wydał, wstępem i objaśnieniami zaopatrzył Roman Pollak. 1921
- 5 Sofokles: Król Edyp. Przełożył i opracował Kazimierz Morawski. 1921
- 6 Molier: Skąpiec. Komedia w pięciu aktach. Przełożył i opracował Tadeusz Żeleński (Boy). 1921
- 7 Aischylos: Prometeusz skowany. Przełożył Jan Kasprowicz, wstępem i objaśnieniami zaopatrzył Stanisław Witkowski. 1921
- 8 Corneille Piotr: Cyd. Tragedia w pięciu aktach
- 9 Sofokles: Elektra. Przełożył i opracował Kazimierz Morawski. 1921
- 10 Molier: Mieszczanin szlachcicem. Komedia w pięciu aktach z baletem. Przełożył i opracował Tadeusz Żeleński (Boy). 1921
- 11 Arystofanes: Rycerze. Przełożył i opracował Bogusław Butrymowicz. 1922
- 12 Szekspir William: Burza. Komedia w pięciu aktach. W tłumaczeniu Józefa Paszkowskieg, opracował Andrzej Tretiak. 1921
- 13 Eurypides. Medea. Przełożył, wstępem i objaśnieniami zaopatrzył Bogusław Butrymowicz. 1922
- 14 Szekspir William: Antoniusz i Kleopatra. Tragedia w pięciu aktach. Przełożył oraz wstępem i objaśnieniami opatrzył Władysław Tarnawski. 1921
- 15 Demostenes: Wybór mów. Wydanie 2, zmienione, przełożył i opracował Romuald Turasiewicz. 1991
- 16 Szekspir William: Makbet. Tragedia w pięciu aktach. W tłumaczeniu Józefa Paszkowskiego, wstępem i objaśnieniami zaopatrzył Andrzej Tretiak. 1921
- 17 Homer: Iliada. W przekładzie Franciszka Ksawerego Dmochowskiego, zrewidował, wstępem i komentarzem opatrzył Tadeusz Sinko. 1922
- 18 Antologia literatury francuskiej. Z własnych przekładów ułożył i opracował Tadeusz Żeleński (Boy). 1922
- 19 Aischylos: Persowie. Przełożył Kazimierz Kaszewski, wstępem i objaśnieniami zaopatrzył Stanisław Witkowski. 1922
- 20 Szekspir William: Hamlet. Tragedia w pięciu aktach. Przełożył oraz wstępem i objaśnieniami opatrzył Andrzej Tretiak. 1922
- 21 Homer: Odyseja (Wybór). W przekładzie Lucjana Siemieńskiego, wstępem i objaśnieniami zaopatrzył Tadeusz Sinko. 1922
- 22 Goethe Jan Wolfgang: Cierpienia młodego Wertera. Przełożył Franciszek Mirandola, opracował Zygmunt Zagórowski. 1922
- 23 Arystofanes: Ptaki. Przełożył i uwagami zaopatrzył Bogusław Butrymowicz, z wstępem Kazimierza Morawskiego. 1922
- 24 Wybór listów francuskich XVII i XVIII wieku. Przełożył i opracował Maurycy Michał Paciorkiewicz. 1923
- 25 Horacy: Wybór poezji. Przełożył i opracował Józef Zawirowski. 1923
- 26 Szekspir William: Romeo i Julia. Tragedia w pięciu aktach. Przełożył oraz wstępem i objaśnieniami opatrzył Władysław Tarnawski. 1924
- 27 Arystofanes: Chmury. Przełożył i przypisami zaopatrzył Bogusław Butrymowicz, ze wstępem Jerzego Kowalskiego. 1923
- 28 Szekspir William: Król Lear. Tragedia w pięciu aktach. Wydanie 2, przejrzane. 1928
- 29 Wergiliusz Maro Publiusz: Eneida. W przekładzie ks. Tadeusza Karyłowskiego, T.J. Wstępem i objaśnieniami zaopatrzył Tadeusz Sinko. 1924
- 30 Schiller Fryderyk: Zbójcy. Wydanie 2, zmienione przełożył Feliks Konopka, wstępem i objaśnieniami opatrzyła Olga Dobijanka-Witczakowa. 1964
- 31 Ksenofont: Wyprawa Cyrusa (Anabaza): [Na okładce i na karcie tytułowej nazwisko autora: Xenofont]. Przełożył i przypisami zaopatrzył Artur Rapaport. Z wstępem Stanisława Witkowskiego. 1924
- 32 Rousseau Jan Jakub: Uwagi nad rządem Polski. Przełożył i opracował Maciej Starzewski. 1924
- 33 Plautus T[itus] M[accius]: Bracia (Menaechmi). Wydanie 2, zmienione, uzupełnił wstęp i przypisy oraz przygotował do druku Władysław Strzelecki. 1950
- 34 Byron Jerzy: Powieści poetyckie: [Przełożyli: Adam Mickiewicz (Giaur), Antoni Edward Odyniec (Narzeczona z Abydos, Korsarz), Julian Korsak (Lara, Oblężenie Koryntu, Więzień Czyllonu), Franciszek D. Morawski (Paryzyna, Mazepa), Adam Pajgert (Wyspa), tłumacz anonimowy (Żale Tassa)] Opracował Andrzej Tretiak. 1924
- 35 Puszkin Aleksander: Eugeniusz Oniegin. Romans wierszem. W przekładzie Leona Belmonta, opracował, wstępem i przypisami zaopatrzył Wacław Lednicki. 1925
- 36 Szekspir William: Juliusz Cezar. Tragedia w pięciu aktach. Przełożył oraz wstępem i objaśnieniami opatrzył Władysław Tarnawski. 1925
- 37 Vega Lope Felix Carpio de. Owcze źródło. Przełożył Ludwik Hieronim Morstin, opracowała Maria Strzałkowa. 1954
- 38 La Rochefoucauld: Maksymy i rozważania moralne. Przełożył, wstępem i objaśnieniami zaopatrzył Tadeusz Żeleński (Boy). 1925
- 39 Ksenofont: Sympozjon oraz wybór pism. [W wyd. 1 nazwisko autora: Xenofont. Obydwa wydania zawierają obszerny wybór z większości pism Ksenofonta; m.in.: Biesiada (Sympozjon), Wspomnienia o Sokratesie, Ekonomik, Hieron, Dzieje Hellady, Cyropedia. Rozszerzone wyd. 2 wzbogacone zostało m.in. o Anabazę]. Przełożył i opracował Artur Rapaport. 1929
- 40 Molier: Świętoszek (Tartuffe). Komedia w pięciu aktach. Przełożył i opracował Tadeusz Żeleński (Boy). 1925
- 41 Eurypides: Hippolitos (Fedra). W przekładzie Bogusława Butrymowicza, wstępem i objaśnieniami zaopatrzył Seweryn Hammer. 1928
- 42 Szekspir William: Otello. Tragedia w pięciu aktach. W przekładzie Józefa Paszkowskiego, opracował Andrzej Tretiak. 1927
- 43 Molier: Pocieszne wykwintnisie. Komedia. Przełożył, wstępem i objaśnieniami zaopatrzył Tadeusz Boy-Żeleński. 1926
- 44 Rousseau Jan Jakub: O umowie społecznej. Przełożył i opracował Maciej Starzewski. 1927
- 45 Święty Augustyn. Wyznania. W przekładzie Krystyny Wisłockiej-Remerowej, wstępem i objaśnieniami zaopatrzył Jerzy Kowalski. 1929
- 46 Plautus T[itus] M[accius]. Kupiec (Mercator). Przełożył i opracował Gustaw Przychocki. 1927
- 47 Schiller Fryderyk: Dziewica Orleańska. Tragedia romantyczna w pięciu aktach z prologiem. Przełożył Franciszek Mirandola, opracował Zdzisław Żygulski. 1928
- 48 Goethe Jan Wolfgang: Wybór poezji. Przekłady z oryginału niemieckiego. [62 tłumaczy], wstęp, wybór i przypisy opracowała Zofia Ciechanowska. 1955
- 49 Staël Holstein Anna Luiza Herminia de: Wybór pism krytycznych. Przełożyła i opracowała Anna Jakubiszyn-Tatarkiewiczowa. 1954
- 50 Słowo o wyprawie Igora. Przełożył Julian Tuwim, wstępem i objaśnieniami zaopatrzył Aleksander Brückner. 1928
- 51 Goethe Jan Wolfgang: Herman I Dorota. Przełożył Ludwik Jenike, opracował Zygmunt Zagórowski. 1928
- 52 Cycero Marek Tuliusz: Wybór pism naukowych. [Najwięcej miejsca zajmują: O powinnościach, księga I (96 s.) i wybór z Problemu najwyższego dobra (88 s.); ponadto wybory z tekstów: Księgi akademickie, O państwie, Rozprawy tuskulańskie, O mówcy, O prawach, O istocie bóstw, O wróżbiarstwie]. Przełożyła Krystyna Wisłocka-Remerowa, opracował Marian Plezia. 1954
- 53 Plautus T[itus] M[accius]: Żołnierz Samochwał (Miles gloriosus). Przełożył i opracował Gustaw Przychocki. 1929
- 54 Byron Jerzy: Manfred – Kain. Przełożyła Zofia Reutt-Witkowska, wstępem i objaśnieniami zaopatrzył Andrzej Tretiak. 1928
- 55 Calderón de la Barca Pedro: Książę Niezłomny. Tragedia w trzech aktach. W przekładzie Juliusza Słowackiego, wstępem i objaśnieniami zaopatrzył Władysław Folkierski. 1930
- 56 Scott Walter: Waverley. Przekład Teresy Świderskiej, wstępem zaopatrzył i opracował Andrzej Tretiak. 1929
- 58 Jugosłowiańska epika ludowa. W przekładzie Czesława Jastrzębiec-Kozłowskiego, wybrał, wstępem i objaśnieniami opatrzył Marian Jakóbiec. 1948
- 59 Einhard: Życie Karola Wielkiego. Przełożył Jan Parandowski, wstępem i objaśnieniami opatrzył Aleksander Gieysztor. 1950
- 60 Lafontaine Jan: Bajki. Przełożył i objaśnił Stanisław Komar, wstęp napisała Lidia Łopatyńska. 1951
- 61 Goldoni Carlo: Sprytna wdówka. Komedia w trzech aktach – Zakochani. Komedia w trzech aktach. Przełożyła Zofia Jachimecka, wstępem i objaśnieniami zaopatrzył Mieczysław Brahmer. 1951
- 62 Kwintylian Marcus Fabius: Kształcenie mówcy. Księgi I, II i X. Przełożył i opracował Mieczysław Brożek. 1951
- 63 Wolter: Syn marnotrawny. Komedia w pięciu aktach. W przekładzie Stanisława Trembeckiego, opracował Jerzy Adamski. 1951
- 64 Antologia liryki aleksandryjskiej. [10 autorów] przełożył [z jęz. greckiego], wstępem i objaśnieniami zaopatrzył Wiktor Steffen. 1951
- 65 Niemcowa Bożena. Babunia. Przekład [z jęz. czeskiego] Pawła Hulki-Laskowskiego, wstęp Renaty Mayenowej, komentarz Jana Trzynadlowskiego. 1951
- 66 Szekspir William: Wieczór Trzech Króli, czyli wszystko, co chcecie. Komedia w pięciu aktach. Tłumaczył Stanisław Dygat, wstępem i objaśnieniami opatrzył Juliusz Krzyżanowski. 1951
- 67 Menander: Sąd rozjemczy (Epitrépontes). Przełożył i opracował Jerzy Manteuffel. 1951
- 68 Lesage: Turcaret czyli Finansista. Komedia w pięciu aktach. Przełożył Tadeusz Żeleński (Boy), wstęp, przekład “Krytyki” i opracowanie Anny Jakubiszyn. 1951
- 69 Goldoni Carlo: Kawiarenka wenecka. Komedia w trzech aktach – Mirandolina. Komedia w trzech aktach. Przełożyła Zofia Jachimecka, opracował Mieczysław Brahmer. 1952
- 70 Niemcowa Bożena: Wybór obrazków i opowiadań. [Nie ma szczęścia w obcej stronie, Długa noc, Siostry, Zamek i podzamcze, Dobry człowiek, U pani radczyni na kawie]. Przełożył [z jęz. czeskiego] i opracował Józef Magnuszewski. 1952
- 71 Hezjod: Prace i dnie. Przełożył, wstępem i objaśnieniami zaopatrzył Wiktor Steffen. 1952
- 72 Nikitin Atanazy: Wędrówka za trzy morza. Przełożyła Helena Willman-Grabowska, wstępem i objaśnieniami zaopatrzyli Wiktor Jakubowski i Helena Willman-Grabowska. 1952
- 73 Encyklopedia albo Słownik rozumowany nauk, sztuk i rzemiosł zebrany z najlepszych autorów, a szczególnie ze słowników angielskich Chambers’a, d’Harris’a, de Dyche i in. przez stowarzyszenie ludzi nauki. Uporządkowany i wydany przez Pana Diderot, a jeśli chodzi o część matematyczną przez Pana d’Alembert… [Na okładce tytuł: Encyklopedia (Wybór)]. Przełożyła i przypisami opatrzyła Ewa Rzadkowska, wstęp Jana Kotta. 1952
- 74 Musset Alfred: Nie igra się z miłością. Komedia w trzech aktach. Przełożył Tadeusz Boy-Żeleński, opracowała Lidia Łopatyńska. 1953
- 76 Owidiusz: Przemiany. Przekład w wyborze według Brunona Kicińskiego. Wyboru dokonał, wstępem i objaśnieniami opatrzył Jerzy Krókowski. 1953
- 77 Liwiusz Tytus: Dzieje od założenia miasta Rzymu (Wybór). Przełożył, wstępem i objaśnieniami opatrzył Władysław Strzelecki. 1953
- 78 Gogol Mikołaj: Rewizor. Komedia w pięciu aktach. Przełożył Julian Tuwim, wstępem i objaśnieniami opatrzył Andrzej Walicki. 1953
- 79 Apulejusz z Madaury: Metamorfozy albo Złoty osioł. Przełożył Edwin Jędrkiewicz, wstępem i objaśnieniami opatrzył Tadeusz Sinko. 1953
- 80 Sielanka grecka. Teokryt i mniejsi bukolicy. Z dodatkiem: Bukolika grecka w Polsce. [Autorzy: Teokryt, Moschos, Bion oraz Szymon Szymonowic i Franciszek Dionizy Kniaźnin]. Przełożyła Anna Świderkówna, opracował Jerzy Łanowski. 1953
- 81 Erazm z Rotterdamu: Pochwała Głupoty. Przełożył i objaśnił Edwin Jędrkiewicz, wstęp napisał Henryk Barycz. 1953
- 82 Tacyt: Wybór pism. [Wybór z Roczników, Dziejów, Żywotu Agrykoli, Germanii, Dialogu o mówcach]. Przełożył i opracował Seweryn Hammer. 1953
- 83 Wergiliusz Maro Publiusz: Bukoliki i Georgiki (Wybór). Przełożyła i opracowała Zofia Abramowiczówna. 1953
- 85 Hugo Wiktor: Hernani. Dramat w pięciu aktach. Przełożyła Karolina Wągrowska, opracowała Lidia Łopatyńska. 1953
- 85 Libanios: Wybór mów. Przełożyła i opracowała Leokadia Małunowiczówna. 1953
- 86 Plutarch [z Cheronei]: Moralia. Wybór pism filozoficzno-popularnych. [Uczta siedmiu mędrców, Zalecenia małżeńskie, O gadulstwie, Zagadnienia biesiadne ks. VI, O duchu opiekuńczym Sokratesa, List pocieszający do żony, Które zwierzęta są zmyślniejsze, lądowe czy wodne, O powściąganiu gniewu, O pogodzie ducha, O zamilknięciu wyroczni]. Przełożyła i opracowała Zofia Abramowiczówna. 1954
- 87 Radiszczew Aleksander: Podróż z Petersburga do Moskwy. Przełożył Seweryn Pollak, opracował Wiktor Jakubowski. 1954
- 88 Vrchlický Jarosław: Wybór poezji. [Tłumaczyli z jęz. czeskiego: Bronisław Grabowski (58 wierszy), Józef Magnuszewski (48), Maria Konopnicka (13), Zenon Miriam-Przesmycki (12), Wacław Gasztowt (1)]. Opracował Józef Magnuszewski. 1954
- 89 Kollár Jan: Wybór pism. [O literackiej wzajemności między różnymi szczepami i narzeczami narodu słowiańskiego (s. 3–138, przełożył z wersji niemieckiej Henryk Batowski); poezje (s. 139–181) z oryginałów czeskich przełożyli: August Bielowski, Edward Bojanowski, Antoni Brosz, Kazimierz Turowski, Roman Zmorski]. Opracował Henryk Batowski. 1954
- 90 Rzymska elegia miłosna (Wybór). [Autorzy: Tibullus, Sulpicja, Propercjusz, Owidiusz (w przekładach Anny Świderkówny); w dodatku Śladem elegii rzymskiej elegie łacińskie Jana Kochanowskiego (3) i Jana Wolfganga Goethego (7) w przekładach Leopolda Staffa], Przełożyła Anna Świderkówna, opracowali Gustaw Przychocki i Władysław Strzelecki. 1955
- 91 Dwadzieścia pięć opowieści Wampira. [Tytuł oryginału: Wetala-pańcza-wimśatika]. Przełożyła [z sanskrytu] i opracowała Helena Willman-Grabowska. 1955
- 92 Antologia liryki greckiej. [11 tłumaczy w wyd. 1] opracował Wiktor Steffen. 1955
- 93 Campanella Tomasz: Miasto słońca. Przełożyli L. i R. Brandwajnowie, opracował Rachmiel Brandwajn. 1955
- 94 Arystofanes: Żaby. Przełożył Bogusław Butrymowicz, opracował Jerzy Łanowski. 1955
- 95 Angielski dramat mieszczański XVIII wieku. G. Lillo – E. Moore – S. Foote. [George Lillo Kupiec londyński, Edward Moore Gracz, Samuel Foote Nabab indyjski]. Przełożył i opracował Grzegorz Sinko. 1955
- 96 Byliny. [Przełożyli z jęz. rosyjskiego: Czesław Jastrzębiec-Kozłowski (13 utworów), Tadeusz Łopalewski (3), Tadeusz Chróścielewski (2)], Wybrał, wstępem i objaśnieniami zaopatrzył Marian Jakóbiec. 1955
- 97 Arystofanes: Acharnejczycy. W przekładzie Bogusława Butrymowicza, opracował, wstępem i komentarzem opatrzył Jerzy Łanowski. 1955
- 98 Rylejew Konrad: Wojnarowski. W przekładzie Władysława Syrokomli (Kondratowicza), przekład uzupełnił Włodzimierz Słobodnik, wstępem i komentarzem opatrzył Leon Gomolicki. 1955
- 99 Ostrowski Aleksander: Burza. Dramat w 5 aktach. Przełożył Jerzy Jędrzejewicz, opracowała Jadwiga Urbańska. 1958
- 100 Becque Henryk: Kruki. Komedia w czterech aktach - Paryżanka. Komedia w trzech aktach. [Przełożyli Julia Deryng (Kruki. Komedia w czterech aktach), Leon Schiller (Paryżanka. Komedia w trzech aktach)]. Opracował Tadeusz Kowzan. 1956
- 101 Gogol Mikołaj: Martwe dusze. Poemat. Tom pierwszy. Przełożył Władysław Broniewski, wstępem i objaśnieniami opatrzył Andrzej Walicki. 1956
- 102 Calderón de la Barca Pedro: Życie snem: Przełożył Edward Boyé, wstępem i komentarzem opatrzyła Maria Strzałkowa. 1956
- 103 Cato Marcus Porcius: O gospodarstwie wiejskim. [Na okładce nazwisko autora: Kato]. Przełożył i opracował Stanisław Łoś. 1956
- 104 Goethe Jan Wolfgang: Egmont. Przełożyła Kazimiera Iłłakowiczówna, opracowała Zofia Ciechanowska. 1956
- 105 Katullus: Poezje. Przełożyła Anna Świderkówna, opracował Jerzy Krókowski. 1956
- 106 Dekabryści. [Statuty stowarzyszeń dekabrystowskich, materiały oficjalne rządu carskiego, pisma krytyczne i utwory literackie, stosunek dekabrystów do Polski, echa ruchu dekabrystów]. Przełożyła [z jęz. rosyjskiego] Stanisława Bórska, opracował i wstępem opatrzył Henryk Batowski. 1957
- 107 Sainte-Beuve Karol Augustyn: Wybór pism krytycznych. Przełożyła i opracowała Anna Jakubiszyn-Tatarkiewiczowa. 1957
- 108 Tegnér Jezajasz: Frithiofowa saga. Przełożył [z jęz. szwedzkiego], wstępem i objaśnieniami opatrzył Stanisław Wałęga. 1957
- 109 Kleist Henryk: Rozbity dzban. Przełożył Józef Mirski, opracował Mieczysław Urbanowicz. 1957
- 110 „Spectator”. Wybór. Przekład, wstęp i objaśnienia Zofii Sinkowej. 1957
- 111 Kalidasa: SiakuntalaPrzełożył [z sanskrytu] Stanisław Schayer, opracował Eugeniusz Słuszkiewicz. 1957
- 112 Lessing Gotthold Efraim: Minna von Barnhelm czyli Żołnierska dola. Komedia w pięciu aktach. Przełożył Henryk Zymon-Dębicki, opracowała Olga Dobijanka. 1958
- 113 Njegoš Petar Petrović: Wybór pism. Przełożył i opracował Henryk Batowski. 1958
- 114  Perec Icchok Lejb: Wybór opowiadań. [29 opowiadań] Przełożyła [z jęz. jidysz] i przypisy opracowała Anna Dresnerowa, wstęp napisał Bernard Mark. 1958
- 115 Księga tysiąca i jednej nocy. Wybrane opowieści. Wybór (z oryginału arabskiego i przekład filologiczny Władysława Kubiaka). Literacka wersja przekładu i przekład wierszy: Jerzego Ficowskiego. Wstęp i przypisy Tadeusza Lewickiego. 1959
- 116 Aztek–Anonim: Zdobycie Meksyku. Przetłumaczył [z oryginału azteckiego, zawartego w Codex Florentinus] i opracował Tadeusz Milewski. 1959
- 117 Antologia listu antycznego. [Przekłady z jęz. greckiego i łacińskiego, 19 tłumaczy]. Opracował Jerzy Schnayder. 1959
- 118 Seneka: Fedra. Przełożyła Anna Świderkówna, opracował Władysław Strzelecki. 1959
- 119 Augier Emil i Sandeau Juliusz: Zięć pana Poirier. Komedia w czterech aktach. Przełożyła Maria Bechczyc-Rudnicka, opracował Tadeusz Kowzan. 1959
- 120 Rosyjskie czasopiśmiennictwo satyryczne XVIII wieku (Wybór źródeł). [Wybór tekstów z 8 czasopism: „Różne Różności”, „Truteń”, „Papla”, „Malarz”, „Harbajtel”, „Przyjaciel Zacnych Ludzi”, „Poczta Duchów”, „Widz”]. Przełożył i opracował Ryszard Łużny. 1960
- 121 Longfellow Henry Wadsworth: Pieśń o Hajawacie. Przełożył Roman Jackow, opracował Stanisław Helsztyński. 1960
- 122 Czeska i słowacka pieśń ludowa. Wybór. Przełożyła Anna Kamieńska, opracował Józef Magnuszewski. 1960
- 123 Firdausi: Opowieść o miłości Zala i Rudabe (wyjęta z „Szach-name”). Z oryginału perskiego przełożył, wstępem i przypisami opatrzył Franciszek Machalski. 1961
- 124 Gribojedow Aleksander: Mądremu biada. Komedia w trzech aktach. Przełożył Julian Tuwim, wstępem i objaśnieniami opatrzył Wiktor Jakubowski. 1960
- 125 Menander: Odludek albo Mizantrop. Przełożył i opracował Jerzy Łanowski. 1960
- 126 Botew Christo: Wybór pism. [Poezja, publicystyka, proza artystyczna, listy] [11 tłumaczy z jęz. bułgarskiego] opracował Henryk Batowski. 1960
- 127 Bajki Ezopowe. Przełożył [z jęz. Greckiego] i opracował Marian Golias. 1961
- 128 Pliniusz [Starszy]: Historia naturalna (Wybór). [Teksty zgrupowane w działach: Kosmologia, Geografia, Człowiek, Zwierzęta, Anatomia, Rośliny, Medycyna i magia, Minerały i ich zastosowanie]. Przekład i komentarz: Ireny i Tadeusza Zawadzkich, wstęp opracowali: Irena i Tadeusz Zawadzcy oraz rozdział VI Pliniusz w Europie Leszek Hajdukiewicz. 1961
- 129 Kryłow Iwan: Bajki. Przełożyli Stanisław Kaczkowski, Stanisław Komar, Tadeusz Łopalewski, wstęp i komentarze opracował Bohdan Galster. 1961
- 130 Cycero Marek Tuliusz: Wybór listów. Przełożyła Gabriela Pianko, opracował Marian Plezia. 1962
- 131 Staël Holstein Anna Luiza Herminia de: Korynna czyli Włochy. Przełożyli Łucja Rautenstrauchowa, Karol Witte, opracowała Anna Jakubiszyn-Tatarkiewiczowa. 1962
- 132 Schiller Fryderyk: Wilhelm Tell. Przekład Jerzego Gawrońskiego, wstęp Olgi Dobijanki, komentarz Mieczysława Urbanowicza. 1962
- 133 Angielska komedia Restauracji. G. Etherege – W. Wycherley – W. Congreve. [George Etherege Możność chęciom niedostała, William Wycherley Żona wiejska, William Congreve Światowe sposoby]. Przełożył i opracował Grzegorz Sinko. 1962
- 134 Bieliński Wissarion G.: Pisma literackie (Wybór). Przetłumaczyły Janina Walicka oraz Wiera Anisimow-Bieńkowska. Opracował Andrzej Walicki. 1962
- 135 Wieczory medańskie. E. Zola – G. de Maupassant – J.-K. Huysmans – H. Céard – L. Hennique – P. Alexis. Przełożyli: Wacław Berent [Guy de Maupassant Baryłeczka], Halina Kowzan [Henry Céard Upust krwi, Léon Hennique Burdel pod Siódemką, Paul Alexis Na pobojowisku], Tadeusz Kowzan [Émile Zola Atak na młyn, Joris-Karl Huysmans Z tornistrem na plecach], opracował Tadeusz Kowzan. 1962
- 136 Rousseau Jan Jakub. Nowa Heloiza. [Wybór]. Przełożyła i opracowała Ewa Rzadkowska. 1962
- 137 Brewiarz miłości. Antologia liryki staroprowansalskiej. [25 autorów] przetłumaczyła i opracowała Zofia Romanowiczowa. 1963
- 138 Chaucer Geoffrey: Opowieści kanterberyjskie. Wybór. Przełożyła Helena Pręczkowska, wstęp napisała Małgorzata Schlauch, komentarz opracował Witold Chwalewik. 1963
- 139 Lewis Matthew Gregory: Mnich. Powieść. Przełożyła, wstępem i objaśnieniami opatrzyła Zofia Sinko. 1964
- 140 Lessing Gotthold Efraim: Natan mędrzec. Poemat dramatyczny w pięciu aktach. Przełożył Adam Szczerbowski, wstępem i przypisami opatrzyła Olga Dobijanka. 1963
- 141 Lermontow Michał: Hiszpanie. Tragedia w pięciu aktach – Maskarada. Dramat w czterech aktach wierszem. Przełożył Jerzy Zagórski, wstępem i objaśnieniami opatrzył Wiktor Jakubowski. 1963
- 142 Niemiecka ballada romantyczna. [Najobszerniej reprezentowani Johann Wolfgang Goethe (25 ballad), Heinrich Heine (19), Friedrich Schiller (13), Ludwig Uhland (12); ponadto 34 ballady 21 autorów i 12 ballad ludowych]. [45 tłumaczy] opracowała Zofia Ciechanowska. 1963
- 143 Angielscy „Poeci Jezior”. W. Wordsworth – S. T. Coleridge – R. Southey. [Część wierszy równolegle w jęz. polskim i angielskim]. Wybrał, przełożył, wstępem i objaśnieniami opatrzył Stanisław Kryński. 1963
- 145 Mistral Fryderyk. Mirejo. Sielski poemat prowansalski. Przełożył Czesław Jastrzębiec-Kozłowski, opracował Stanisław Gniadek. 1964
- 146 Symboliści francuscy (Od Baudelaire’a do Valéry’ego). [23 poetów, 42 tłumaczy] wybrał, wstępem i notami biograficznymi poprzedził Mieczysław Jastrun, objaśniła Janina Kamionkowa. 1965
- 147 Ludowe pieśni, bajki i podania Łużyczan. Tłumaczył [z języków dolnołużyckiego i górnołużyckiego] i opracował Józef Magnuszewski. 1965
- 148 Chateaubriand Franciszek-René: René. Przełożył Tadeusz Boy-Żeleński, opracowała Anna Tatarkiewiczowa. 1964
- 149 Goethe Jan Wolfgang: Ifigenia w Taurydzie. Przełożył i opracował Edward Csató. 1965
- 150 Ariosto Ludovico: Orland szalony. Przełożył Piotr Kochanowski, opracował Roman Pollak. 1965
- 151 Bart-Ćišinski Jakub: Wybór poezji. Przełożyli [z oryginału górnołużyckiego] Jerzy Litwiniuk i Robert Stiller, opracował Witold Kochański. 1966
- 152 Ibsen Henryk: Peer Gynt. Poemat dramatyczny. Przełożył Zbigniew Krawczykowski, wstępem i objaśnieniami opatrzyła Olga Dobijanka-Witczakowa. 1967
- 153 Lermontow Michał: Bohater naszych czasów. Przełożył Wacław Rogowicz, wstępem i objaśnieniami opatrzył Wiktor Jakubowski. 1966.
- 154 Petroniusz: Satyryki. Przełożył i opracował Mieczysław Brożek. 1968
- 155 Puszkin Aleksander: Jeździec Miedziany. Opowieść petersburska. Przełożył Julian Tuwim, wstępem i przypisami opatrzył Samuel Fiszman. 1967
- 156 Webster John: Biała Diablica. Przełożyła Wanda Melcer – Księżna d’Amalfi. Przełożył Jerzy Strzetelski, wstęp i przypisy opracował Jerzy Strzetelski. 1968
- 157 Saga o Gunnlaugu Wężowym Języku. Przełożyła ze staroislandzkiego i opracowała Apolonia Załuska-Strömberg. 1968
- 158 Kleist Henryk: Dramaty i nowele. Przełożyli: Witold Hulewicz [dramat Pentesilea], Jan Sztaudynger [dramat Książę Homburgu], Edyta Sicińska [nowele: Michał Kohlhaas, Markiza O., Trzęsienie ziemi w Chile, Zaręczyny w San Domingo]. Wstęp i komentarz Mieczysław Urbanowicz. 1969
- 159 Machiavelli Mikołaj: Książę. Przełożył Wincenty Rzymowski, opracował Konstanty Grzybowski. 1969
- 160 Eurypides: Elektra. Przełożył i opracował Jerzy Łanowski. 1969
- 161 Antologia literatury malajskiej. Wybrał i przełożył [z oryginału malajskiego], wstępem i objaśnieniami opatrzył Robert Stiller. 1971
- 162 Szekspir William: Sen nocy letniej. Przełożył Władysław Tarnawski, opracował Przemysław Mroczkowski. 1970
- 163 Ksenofont z Efezu: Opowieści efeskie czyli o miłości Habrokomesa i Antii. Przełożyła i opracowała Ludwika Rychlewska. 1970
- 164 Leskow Mikołaj: Utwory wybrane. Przełożyli: Jerzy Wyszomirski [Powiatowa Lady Macbeth, Wędrowiec narzeczony], Julian Tuwim [Mańkut, Balwierz-artysta], Nadzieja Drucka [„Czartogon”], opracował Wiktor Jakubowski. 1970
- 165 Butler Samuel: Hudibras. Przełożył i komentarz opracował Stanisław Kryński, wstęp napisał Jerzy Strzetelski. 1970
- 166 Goldoni Carlo: Uczciwa dziewczyna – Pan Teodor Zrzęda, czyli uprzykrzony staruch. Przełożyła Zofia Jachimecka, opracowała Halina Bernhardt-Kralowa. 1971
- 167 Terencjusz Afrykańczyk Publiusz: Komedie. Eunuch – Bracia – Teściowa. Przełożył i opracował Mieczysław Brożek. 1971
- 168 Mažuranić Ivan: Śmierć Smail-agi Czengicia. Przełożył Antoni Bogusławski, opracował Józef Magnuszewski. 1972
- 169 Gogol Mikołaj: Opowieści. Przełożyli: Jerzy Wyszomirski [Newski Prospekt, Szynel, Powóz, Pamiętnik szaleńca], Julian Tuwim [Nos], Jerzy Brzęczkowski [Rzym (urywek)], opracował Bohdan Galster. 1972
- 170 Schiller Fryderyk: Maria Stuart. Przełożył Witold Wirpsza, opracowała Olga Dobijanka-Witczakowa. 1972
- 171 Conrad-Korzeniowski Joseph: Wybór opowiadań. Przełożyły: Aniela Zagórska [Młodość, Jądro ciemności, Amy Foster, Freja z Siedmiu Wysp], Halina Carroll-Najder [Tajemny wspólnik, Książę Roman], opracował Zdzisław Najder. 1972
- 172 Erazm z Rotterdamu: Adagia (Wybór). Przełożyła i opracowała Maria Cytowska. 1973
- 173 Lermontow Michał: Wybór poezji. [28 tłumaczy] wstępem i komentarzem opatrzył Wiktor Jakubowski. 1972
- 174 Sterne Laurence: Podróż sentymentalna przez Francję i Włochy. Przełożyła Agnieszka Glinczanka, opracowała Zofia Sinko.1973
- 175 Puszkin Aleksander: Opowieści. Opowieści Biełkina – Dama Pikowa – Córka kapitana. Przełożyli: Seweryn Pollak [Opowieści Biełkina, Dama Pikowa], Tadeusz Stępniewski [Córka kapitana], Stanisław Strumph-Wojtkiewicz [uzupełnienie przekładu Córki kapitana], wstępem i przypisami opatrzył Ryszard Łużny. 1973
- 176 Apollinaire Guillaume: Wybór poezji. [Część wierszy równolegle w jęz. polskim i francuskim]. [24 tłumaczy] Opracował Jerzy Kwiatkowski. 1975
- 177 Antologia poezji słoweńskiej. [29 tłumaczy] wybrał i opracował Marian Piechal, wstęp napisał Józef Magnuszewski. 1973
- 178 Szewczenko Taras: Wybór poezji. [22 tłumaczy] opracował Marian Jakóbiec. 1974
- 179 Halas Franciszek: Wybór poezji. [Wybór poezji (s. 3–181), dwa eseje o poezji i sztukach plastycznych (s. 185–217), rozdział Halas, Polacy i Polska (s. 219–283; korespondencja z Polakami, wypowiedzi o Polsce, fragmenty przekładów poezji polskiej na język czeski, wiersze K. I. Gałczyńskiego i J. Przybosia (2) poświęcone Halasowi)]. Przełożyli: Andrzej Piotrowski, Adam Włodek, Anna Kamieńska, Józef Zarek. Opracował Jacek Baluch. 1975
- 180 Zola Emil: Teresa Raquin
- 181 Niemiecka nowela romantyczna. [Przełożyli: Kazimierz Karkowski (F. de la Motte Fouqué Mandragora, J. von Eichendorff Z życia nicponia, W. Hauff Żebraczka z Pont des Arts, L. Tieck Nadmiar życia), Bernard Antochewicz (A. von Arnim Szalony inwalida z Fortu Ratonneau), Feliks Przybylak (K. Brentano Opowieść o zacnym Kasperku i pięknej Anuli), Stanisław Sierosławski (E.T.A. Hoffmann Panna de Scudéry), Witold Wirpsza (A. von Chamisso Przedziwna historia Piotra Schlemihla)]. Wybór, wstęp i komentarz Gerard Koziełek. 1975
- 182 Schiller Fryderyk: Intryga i miłość. Przełożył Artur Marya Swinarski, opracowała Olga Dobijanka-Witczakowa. 1976
- 183 Mann Tomasz: Wybór nowel i esejów. [Nowele w przekładzie Leopolda Staffa (Mały pan Friedemann, Pajac, Tristan, Tonio Kröger, Katastrofa kolejowa, Śmierć w Wenecji, Mario i czarodziej); Eseje w przekładach: Macieja Żurowskiego (Sztuka powieści, „Józef i jego bracia” – odczyt), Ireny i Egona Naganowskich (Wstęp do „Czarodziejskiej Góry”), Walentyny Kwaśniakowej (O pewnym rozdziale „Buddenbrooków”)]. Opracował Norbert Honsza. 1975
- 184 Brecht Bertolt: Dramaty. [Przełożyli: Bruno Winawer i Barbara Witek-Swinarska (Opera za trzy grosze), Roman Szydłowski (Życie Galileusza), Stanisław Jerzy Lec (Matka Courage i jej dzieci), Włodzimierz Lewik (Kaukaskie koło kredowe)]. Opracował Konrad Gajek. 1976
- 185 Strindberg August: Wybór dramatów. [Ojciec, Panna Julia, Wierzyciele, Silniejsze, Zabawa z ogniem, Do Damaszku, Eryk XIV, Taniec śmierci, Gra snów, Burza, Sonata widm, Pelikan, Memorandum reżysera do członków zespołu Intima Teatern]. Wybór, przekład i przypisy Zygmunt Łanowski, wstęp Lech Sokół. 1977
- 186 Cezar Gajusz Juliusz: Wojna galijska. Przełożył i opracował Eugeniusz Konik. 1978
- 187 Dante Alighieri: Boska Komedia (wybór): Przełożył Edward Porębowicz, wstęp i komentarze opracował Kalikst Morawski. 1977
- 188 Conrad-Korzeniowski Joseph: Lord Jim. Przekład Aniela Zagórska, wstęp i opracowanie Zdzisław Najder. 1978
- 189 Zola Emil: Germinal. Przekład Krystyna Dolatowska, wstęp i opracowanie Jan Nowakowski. 1978
- 190 Niekrasow Mikołaj: Wybór poezji. [21 tłumaczy] wstępem i komentarzem opatrzył Jan Orłowski. 1977
- 191 Tiutczew Fiodor: Wybór poezji. [17 tłumaczy] opracował Ryszard Łużny. 1978
- 192 Rousseau Jan Jakub: Wyznania (Wybór). Przełożył Tadeusz Żeleński (Boy), opracowała Ewa Rzadkowska. 1978
- 193 Pirandello Luigi: Wybór dramatów. [Przełożyli: Zofia Jachimecka (Sześć postaci w poszukiwaniu autora), Leon Chrzanowski (Henryk IV), Jerzy Jędrzejewicz (Tak jest, jak się państwu zdaje)], opracował Józef Heistein. 1978 ,
- 194 Hemingway Ernest: Komu bije dzwon. Przełożył Bronisław Zieliński, opracował Leszek Elektorowicz. 1978
- 195 Wells Herbert George: Historia świata. Przekład Jan Parandowski, wstęp i przypisy Juliusz K. Palczewski. 1978
- 196 Antologia poezji białoruskiej. [22 tłumaczy] wybrał i opracował Jan Huszcza, wstęp napisał Aleksander Barszczewski. 1978
- 197 Arystofanes: Trzy komedie. Lizystrata – Sejm kobiet – Plutos. Przekład i przypisy Janina Ławińska-Tyszkowska, wstęp Jerzy Łanowski. 1981
- 198 Czechow Antoni: Wybór dramatów
- 199 Pindar: Wybór poezji. [12 tłumaczy] opracowała Alicja Szastyńska-Siemion. 1981
- 200 Verlaine Paul: Wybór poezji. [Część wierszy równolegle w jęz. polskim i francuskim] [26 tłumaczy] opracowała Anna Drzewicka. 1980
- 201 Puszkin Aleksander: Wybór wierszy. [25 tłumaczy], opracował Bohdan Galster. 1982
- 202 Macpherson James: Pieśni Osjana. Przełożył Seweryn Goszczyński, przekład zweryfikował i opracował Jerzy Strzetelski. 1980
- 203 Menander: Wybór komedii i fragmentów. [Aneks:] Pseudo-Plutarch: Porównanie krytyczne Arystofanesa i Menandra. [Komedie: Kobieta z Samos, Odludek albo Mizantrop, Tarcza, Sąd polubowny]. Przełożył i opracował Jerzy Łanowski. 1982
- 204 Štúr Ľudovít: Wybór pism. [Rozdziały: Rozważania historiozoficzne na temat Słowacji i Słowiańszczyzny, Publicystyka społeczno-polityczna, Teorie lingwistyczne, Folklor a literatura, Utwory poetyckie, Štúra sprawa polska]. Przełożyli Halina Janaszek-Ivaničková, Edward Madany, Andrzej Czcibor-Piotrowski, opracowała Halina Janaszek-Ivaničková. 1983
- 205 Poetyka okresu renesansu. Antologia. [Przekłady z jęz. łac., wł., fr., ang., niem. (28 autorów, 8 tłumaczy)]. Wybór, wstęp i opracowanie Elżbieta Sarnowska-Temeriusz. Przypisy Jerzy Mańkowski i Elżbieta Sarnowska-Temeriusz. 1982
- 206 Petrarca Francesco: Wybór pism. [Przekłady tekstów włoskich i łacińskich, m.in. : 102 sonety, wybór z poematów Trionfi i Africa, bardzo obszerny wybór listów (Epistolae metricae, Familiarium rerum libri XXIV, Seniles)]. Przełożyli Felicjan Faleński, Jalu Kurek, Kalikst Morawski. Wybór, wstęp i komentarze Kalikst Morawski. 1983
- 207 Rzymska krytyka i teoria literatury. Wybór. [8 tłumaczy z jęz. łacińskiego], opracował Stanisław Stabryła. 1983
- 209 Arystoteles: Poetyka. Przełożył i opracował Henryk Podbielski. 1983
- 210 Ibsen Henryk: Wybór dramatów. Część 1 i 2. [Cz. 1: Dom lalki, Upiory, Dzika kaczka (przekłady Jacka Frühlinga); cz. 2: Rosmersholm, Hedda Gabler (przekłady Józefa Giebułtowicza)]. [Dwa woluminy] Przełożyli Jacek Frühling, Józef Giebułtowicz. Opracowała Olga Dobijanka-Witczakowa. 1984
- 211 Strindberg August: Wybór nowel. [Dom lalki, Nagroda za cnotę, Musiał, Za zapłatę, Wyrzuty sumienia, Romantyczny zakrystian z Rånö, Łoś pastora, Ślubowanie, Krawiec urządza tańce, Celnik, Miłość dziewcząt, Wiechowe]. Wybór, przekład i przypisy Zygmunt Łanowski, wstęp Lech Sokół. 1985
- 213 Nowele antyczne. Wybór. Przełożyli i opracowali: Romuald Turasiewicz [teksty greckie] i Stanisław Stabryła [teksty łacińskie]. 1986
- 214 Edda poetycka. Ze staroislandzkiego przełożyła i opracowała Apolonia Załuska-Strömberg. 1986
- 215 Deledda Grazia: Annalena Bilsini. Przełożył [z jęz. włoskiego] Leopold Staff, zweryfikował i uzupełnił Józef Heistein [s. 1–179] – Trzynaście jaj, Nocny krzyk. Przełożył Józef Heistein [s. 181–201]. Opracował Józef Heistein. 1985
- 216 Wells Herbert George: Wehikuł czasu. Przełożył Feliks Wermiński, przekład zweryfikował i opracował Juliusz K. Palczewski. 1985
- 217 Tołstoj Lew: Opowiadania i nowele. Wybór. [Wypad, Sewastopol w grudniu, Poranek ziemianina, Trzy śmierci, Pan Bóg nierychliwy, ale sprawiedliwy, Jeniec kaukaski, Czy dużo człowiekowi trzeba ziemi?, Dwaj starcy, Śmierć Iwana Iljicza, Trzej starcy, Zapiski wariata, Ojciec Sergiusz, Po balu, Korniej Wasiliew, Za co?, Rozmowa z podróżnym] [8 tłumaczy] wybrał, wstępem opatrzył Ryszard Łużny. 1986
- 218 Lagerkvist Pär: Wybór prozy. [Gość w rzeczywistości, Karzeł, Sybilla, Śmierć Ahasvera, Pielgrzym na morzu]
- 219 Fielding Henry: Dzieje przygód Józefa Andrewsa i jego przyjaciela pana Abrahama Adamsa. Przekład Maria Korniłowicz, przekład wierszy Włodzimierz Lewik wstęp i przypisy Zofia Sinko. 1987
- 220 Dostojewski Fiodor: Zbrodnia i kara. Przełożył Czesław Jastrzębiec-Kozłowski, opracował Józef Smaga. 1987
- 221 Tocqueville Alexis de: Wspomnienia. Przekład, bibliografia, przypisy, kalendarium życia Tocqueville’a, kalendarium ważniejszych wydarzeń politycznych lat 1848–1852 we Francji: Aleksander Wit Labuda, wstęp Jan Baszkiewicz. 1987
- 222 Herder Johann Gottfried: Wybór pism [7 tłumaczy] wybór i opracowanie Tadeusz Namowicz. 1988
- 223 Czechow Antoni: Opowiadania i opowieści (Wybór)
- 224 Bhagawadgita czyli Pieśń Pana. Przekład z sanskrytu i przypisy Joanna Sachse, wstęp Hanna Wałkówska. 1988
- 225 Tukidydes: Wojna peloponeska. Przełożył Kazimierz Kumaniecki, opracował Romuald Turasiewicz. 1991
- 226 Gonczarow Iwan: Obłomow. Przełożyła Nadzieja Drucka, opracował Lucjan Suchanek. 1990
- 227 Calderón de la Barca Pedro: Autos sacramentales: Wielki teatr świata – Magia grzechu – Życie jest snem. [Na okładce tytuł: Autos sacramentales. Wybór]. Wybrał, przełożył i opracował Leszek Biały. 1997
- 228 Brontë Emily: Wichrowe Wzgórza. Przełożyła Janina Sujkowska, opracowała Bronisława Bałutowa. 1990
- 229 Bułhakow Michał: Mistrz i Małgorzata. Przekład Irena Lewandowska, Witold Dąbrowski, wstęp Andrzej Drawicz, opracowanie tekstu i przypisy Grzegorz Przebinda. 1990
- 230 Eliot Thomas Stearns: Wybór poezji. [Wiersze równolegle w jęz. polskim i angielskim]. [10 tłumaczy], wybór tekstów i komentarze: Krzysztof Boczkowski, Wanda Rulewicz, wstęp: Wanda Rulewicz. 1990
- 231 Erazm z Rotterdamu: Wybór pism. [Pochwała Głupoty, Skarga Pokoju, obszerny wybór Rozmów potocznych i listów]. Przełożyli Maria Cytowska, Edwin Jędrkiewicz, Mieczysław Mejor, wybór, wstęp i komentarze Maria Cytowska. 1992
- 233 Pieśń o Rolandzie. Przełożył Tadeusz Żeleński (Boy), opracowała Anna Drzewicka. 1991
- 234 Eliot George: Młyn nad Flossą. Przełożyła Anna Przedpełska-Trzeciakowska, opracowała Alina Szala. 1991
- 235 Rainis Jānis: Józef i jego bracia. Tragedia w pięciu aktach. Przełożyli [z jęz. łotewskiego] Stanisław Franciszek Kolbuszewski i Jacek Kolbuszewski, opracował Jacek Kolbuszewski. 1991
- 236 Multatuli (Eduard Douwes Dekker): Maks Havelaar czyli Aukcje kawy Holenderskiego Towarzystwa Handlowego. Przełożył [z jęz. niderlandzkiego] i opracował Jerzy Koch. 1994
- 237 Dostojewski Fiodor: Bracia Karamazow. Tom 1 i 2. [Dwa woluminy] Przełożył Aleksander Wat, opracował Józef Smaga. 1995
- 238 Yeats William Butler: Wiersze wybrane. [Część wierszy równolegle w jęz. polskim i angielskim]. [18 tłumaczy] wybór tekstów Wanda Rulewicz, Tomasz Wyżyński, opracowanie Wanda Rulewicz. 1997
- 239 Poezja arabska, wiek VI–XIII. Wybór. [9 tłumaczy], opracował Janusz Danecki. 1997
- 240 Balzac Honoriusz: Jaszczur. Przełożyli Tadeusz Żeleński (Boy), Julian Rogoziński, opracowała Ewa Bieńkowska. 1999
- 241 Beckett Samuel: Dramaty. Wybór. [Dramaty: Czekając na Godota, Końcówka, Ostatnia taśma, Szczęśliwe dni, Komedia, Nie ja, Wtedy gdy, Kroki, Impromptu „Ohio”, Katastrofa; słuchowiska radiowe: Którzy upadają, Popioły; sztuki telewizyjne: Ej, Joe,…jak obłoki…]. Przełożył i opracował Antoni Libera. 1995
- 242 Racine Jean Baptiste: Andromacha – Berenika – Fedra. Przełożyli: Magdalena Wroncka [Andromacha], Kazimierz Brończyk [Berenika], Artur Międzyrzecki [Fedra], opracowała Barbara Sosień. 1997
- 243 Diderot Denis: Kubuś Fatalista i jego pan. Przełożył Tadeusz Żeleński (Boy), weryfikacja przekładu i komentarz Elżbieta Skibińska-Cieńska i Marcin Cieński, wstęp Marcin Cieński. 1997
- 244 Powieść minionych lat. Najstarsza kronika kijowska. Tłumaczenie i opracowanie Franciszek Sielicki. 1999
- 245 Tirso de Molina: Dramaty. Wybór. [Zwodziciel z Sewilli i Kamienny Gość, Nieśmiały na dworze, Potępiony za niewiarę]. Wybrał, przełożył i opracował Leszek Biały. 1999
- 246 Pisma teoretyczne niemieckich romantyków. [6 tłumaczy], opracował Tadeusz Namowicz. 2000
- 247 Henryk von Ofterdingen: Novalis (Friedrich von Hardenberg). Przełożyli i opracowali Ewa Szymani i Wojciech Kunicki. 2003
- 248 Molière: Wybór komedii. [Tartuffe, Don Juan, Mizantrop, Skąpiec]. Przełożył Bohdan Korzeniewski, opracowała Janina Pawłowiczowa. 2001
- 249 Calderón de la Barca Pedro: Życie snem. Książę Niezłomny. Przełożyli Edward Boyé [Życie snem] i Juliusz Słowacki [Książę Niezłomny]. Opracowała Beata Baczyńska. 2003
- 250 Malraux André: Dola człowiecza. Przełożył Adam Ważyk. Opracował Józef Heistein. 2001
- 251 Gide André: Fałszerze. Dziennik „Fałszerzy”. Przekład Helena Iwaszkiewiczówna i Jarosław Iwaszkiewicz [Fałszerze]; Julian Rogoziński [Dziennik „Fałszerzy”]. Opracował Krzysztof Jarosz. 2003
- 252 Herodot: Dzieje. Przełożył Seweryn Hammer. Opracował Romuald Turasiewicz. 2005
- 253 Hardy Thomas: Tessa de’Urberville. Historia kobiety czystej. Przełożyła Róża Czekańska-Heymanowa. Opracował Jan Jędrzejewski. 2006
- 254 Tristan i Izolda. 2006
- 255 Muza łacińska. Antologia poezji wczesnochrześcijańskiej i średniowiecznej (XIII—XIV/XV w.). [Przekład 53 tłumaczy]. Opracował ks. Marek Starowieyski. 2007
- 256 Owidiusz: Fasti. Kalendarz poetycki. Przełożyła i opracowała Elżbieta Wesołowska. 2008
- 257 Franko Iwan: Wybór poezji. [przekład: Aleksander Baumgardten, Tadeusz Chróścielewski, Bohdan Drozdowski, Iwan Franko, Roman Hamczykiewicz, Mieczysław Jastrun, Kazimierz Andrzej Jaworski, Tadeusz Karabowicz, Włodzimierz Kobryn, Bohdan Kutyłowski, Stanisław Jerzy Lec, Leopold Lewin, Jerzy Litwiniuk, Józef Łobodowski, Marus, Bazyli Nazaruk, Florian Nieuważny, Franciszek Parecki, Leon Pasternak, Inessa J. Piątkowska, Horacy Safrin, Eugeniusz Samochwałenko, Antoni Serednicki, Włodzimierz Słobodnik, Andrzej Szymański, Sydir Twerdochlib, Adam Ważyk, Hanna Zielińska, Edward Zych]. Opracował Florian Nieuważny. 2008
- 258 Wells Herbert George: Cztery nowele grozy. Przełożyli Janusz K. Palczewski [Kwitnienie dziwnej orchidei, Ćma, Sen o Armageddonie], Bronisław Falk, właść. Bronisław Stępowski [Gwiazda], wstęp i opracowanie Janusz K. Palczewski. 2012
- 259 Conrad-Korzeniowski Joseph: Wybór prozy. Przełożyły: Aniela Zagórska [Młodość, Jądro ciemności, Lord Jim], Halina Najder [Książę Roman, Tajfun], Krystyna Tarnowska [Pojedynek. Opowieść wojskowa], wstęp i opracowanie Zdzisław Najder. 2015